# Transports en commun de Tours
Fil Bleu est le nom commercial du réseau de transport public de la métropole de Tours, géré par le Syndicat des mobilités de Touraine, créé par Tours Métropole Val de Loire, qui en a délégué l'exploitation du réseau à Keolis Tours.
Fil Bleu est la marque du réseau de bus depuis le 9 novembre 1992, succédant en tant que nom commercial à la SEMITRAT (Société d’économie mixte des transports de l’agglomération tourangelle), alors exploitant du réseau depuis 1975.

## Organisateurs du réseau

### Autorité organisatrice
Le réseau Fil Bleu est géré par une autorité organisatrice, le Syndicat des mobilités de Touraine (SMT), qui regroupe les communes de Tours Métropole Val de Loire et les communes de La Ville-aux-Dames, Vernou-sur-Brenne et Vouvray.
Le 1er janvier 2014, Tour(s) Plus (aujourd'hui Tours Métropole Val de Loire) a repris la compétence transport de l'ancien Syndicat Intercommunal des Transports en Commun de l’Agglomération Tourangelle (SITCAT) qui a été dissous le 31 décembre 2013 au soir. Ce transfert de compétence s'est fait bien que le périmètre de transport urbain soit plus large que la seule métropole. En 2018, l'autorité organisatrice est devenue le Syndicat des mobilités de Touraine.

Logo de Keolis Tours, délégataire du réseau Fil Bleu.

### Exploitant
Tours Métropole Val de Loire a confié, par délégation de service public, l'exploitation du réseau à Keolis Tours, filiale de Keolis (Groupe SNCF) jusqu'au 31 décembre 2025 (notamment pour préparer l'arrivée de la seconde ligne du tramway dont l'ouverture est envisagée en 2028). Keolis est présent à Tours en tant qu'exploitant du réseau de transports en commun depuis 1975.
Cette première délégation de service public avait donné naissance à la SEMITRAT, société dont les actionnaires étaient principalement la municipalité de Tours et la Compagnie des transports de Tours et de l'agglomération tourangelle (CTTAT), filiale du groupe Via GTI, devenu Via Transport. Le groupe exploitant décide de rebaptiser le réseau Fil bleu en novembre 1992. En 2001, la fusion de Via Transport et de Cariane sous la houlette de la SNCF donne naissance au groupe Keolis.
Enfin en 2008, la ville de Tours décide d'intégrer le syndicat intercommunal de transports (cas unique en France, le réseau avait jusqu'alors deux autorités organisatrices : le SITCAT et la ville de Tours). Lors du renouvellement de l'appel d'offres, la SEMITRAT est dissoute et Keolis présente la candidature d'une nouvelle filiale : Keolis Tours.
Une nouvelle convention de délégation de service public a été conclue le 1er juillet 2012 entre le SITCAT (Syndicat Intercommunal des Transports en Commun de l’agglomération Tourangelle) et Keolis pour la gestion et l’exploitation du réseau bus et tram pour une durée de 6 ans et demi, jusqu'au 31 décembre 2018.
Le SITCAT a été dissout et depuis le 1er janvier 2014, la compétence transport a été transférée à la communauté d'agglomération Tour(s) Plus (devenu Tours Métropole Val de Loire depuis fin mars 2017).
Keolis Tours emploie en 2017 près de 700 collaborateurs dont environ 500 conducteurs et exploite plus de 200 véhicules qui appartiennent à Tours Métropole Val de Loire. La société sous-traite quelques lignes et certains renforts de ligne.

## Lignes du réseau

### Communes desservies
Le réseau dessert les 22 communes composant la métropole de Tours, ainsi que trois communes situées en dehors de la métropole :
- Ballan-Miré
- Berthenay
- Chambray-lès-Tours
- Chanceaux-sur-Choisille
- Esvres
- Fondettes
- Joué-lès-Tours
- La Membrolle-sur-Choisille
- La Riche
- La Ville-aux-Dames (Hors agglo)
- Luynes
- Mettray
- Notre-Dame-d'Oé
- Parcay-Meslay
- Rochecorbon
- Saint-Avertin
- Saint-Cyr-sur-Loire
- Saint-Étienne-de-Chigny
- Saint-Genouph
- Saint-Pierre-des-Corps
- Savonnières
- Tours
- Vernou-sur-Brenne (Hors agglo)
- Villandry
- Vouvray (Hors agglo)
- Druye

Soit, au 25 juillet 2024, 26 communes et 297 054 habitants.
Les dessertes des communes situées en dehors de l'agglomération qui sont Vouvray, Vernou-sur-Brenne et La Ville-aux-Dames sont maintenues par voie conventionnelle.

### Les lignes
Le réseau comprend 28 lignes de bus régulières, dont deux lignes à haut niveau de service du Nord au Sud, l'une en tramway (ligne A), l'autre en bus (ligne 2 Tempo), traversent l'agglomération de 5h à 0h30 en semaine avec une fréquence élevée : un bus ou un tram tous les 6 à 10 minutes entre 7 h à 20 h.
Les lignes 3, 4 et 5 sont les lignes fortes du réseau, elles circulent de 5h à 0h40 du matin, avec un bus toutes les 6 à 9 minutes en semaine.
Par ailleurs, il existe également 9 lignes spéciales accessibles à tous les voyageurs. Les lignes 66,67,68 et 69 offrent des liaisons directes aux principales heures d'entrée et de sortie des collèges / lycées, ainsi que des dessertes spécifiques(lignes 71, 72, 73 et 83) : Petite Madelaine, Anais de Mettray, ESAT de la Thibaudière, Parc expo.
Une ligne de minibus dite « Citadine » (C1) est exploitée avec des minibus électriques BlueBus. Cette ligne, créée pour désenclaver des quartiers peu desservis par le réseau, a trouvé son public depuis plusieurs années en circulant en centre-ville, et desservant le CHU Bretonneau.

#### Lignes de tramway et BHNS (Bus à Haut Niveau de Service)
| Ligne   | Caractéristiques | Caractéristiques                                            | Caractéristiques                                            | Caractéristiques                                            | Caractéristiques                                                    | Caractéristiques                                            | Caractéristiques                                            | Caractéristiques                                            | Caractéristiques                                            |
| A       | Tramway | Tramway                                                     | Tramway                                                     | Tramway                                                     | Tramway                                                             | Tramway                                                     | Tramway                                                     | Tramway                                                     | Tramway                                                     |
| A       | Tours-Nord — Vaucanson ⥋ Joué-lès-Tours — Lycée Jean Monnet | Tours-Nord — Vaucanson ⥋ Joué-lès-Tours — Lycée Jean Monnet | Tours-Nord — Vaucanson ⥋ Joué-lès-Tours — Lycée Jean Monnet | Tours-Nord — Vaucanson ⥋ Joué-lès-Tours — Lycée Jean Monnet | Tours-Nord — Vaucanson ⥋ Joué-lès-Tours — Lycée Jean Monnet         | Tours-Nord — Vaucanson ⥋ Joué-lès-Tours — Lycée Jean Monnet | Tours-Nord — Vaucanson ⥋ Joué-lès-Tours — Lycée Jean Monnet | Tours-Nord — Vaucanson ⥋ Joué-lès-Tours — Lycée Jean Monnet | Tours-Nord — Vaucanson ⥋ Joué-lès-Tours — Lycée Jean Monnet |
| ------- | --- | ----------------------------------------------------------- | ----------------------------------------------------------- | ----------------------------------------------------------- | ------------------------------------------------------------------- | ----------------------------------------------------------- | ----------------------------------------------------------- | ----------------------------------------------------------- | ----------------------------------------------------------- |
| A       | Ouverture / Fermeture 31 août 2013 / — | Longueur 15 km                                              | Durée 50 min                                                | Nb. d’arrêts 29                                             | Matériel Citadis TGA 402                                            | Jours de fonctionnement L, Ma, Me, J, V, S, D               | Jour / Soir / Nuit / Fêtes O / O / O / O                    | Voy. / an 18,2 M                                            | Exploitant Keolis Tours - CDEM Vaucanson                    |
| A       | Desserte : Tours-Nord, Tours-Centre et Joué-lès-Tours - Principales stations desservies : Vaucanson • Marne • Beffroi • Tranchée • Porte de Loire (ex Anatole France) • Nationale • Jean Jaurès • Gare de Tours • Verdun • Fac 2 Lions • l'Heure Tranquille • Joué Hôtel de Ville • Lycée Jean Monnet. |                                                             |                                                             |                                                             |                                                                     |                                                             |                                                             |                                                             |                                                             |
| A       | Autre : - Fréquence : de 07h à 20h : toutes les 6 à 8 min en semaine, toutes les 7 à 10 min le samedi, toutes les 15 min le dimanche. Après 22h : toutes les 30 min la semaine et le dimanche et toutes les 20 min le samedi. - Particularités : En cas d'interruption (incident, travaux, etc.), une ligne de bus de substitution peut être mise en place, nommée « Plan B », et indicée B sur les autobus articulés. - Date de dernière mise à jour : 22 août 2020. |                                                             |                                                             |                                                             |                                                                     |                                                             |                                                             |                                                             |                                                             |
| A       | Dernière actualisation : — |                                                             |                                                             |                                                             |                                                                     |                                                             |                                                             |                                                             |                                                             |
| 2 Tempo | Saint-Avertin — CHU Trousseau ⥋ Tours-Nord — Les Douets | Saint-Avertin — CHU Trousseau ⥋ Tours-Nord — Les Douets     | Saint-Avertin — CHU Trousseau ⥋ Tours-Nord — Les Douets     | Saint-Avertin — CHU Trousseau ⥋ Tours-Nord — Les Douets     | Saint-Avertin — CHU Trousseau ⥋ Tours-Nord — Les Douets             | Saint-Avertin — CHU Trousseau ⥋ Tours-Nord — Les Douets     | Saint-Avertin — CHU Trousseau ⥋ Tours-Nord — Les Douets     | Saint-Avertin — CHU Trousseau ⥋ Tours-Nord — Les Douets     | Saint-Avertin — CHU Trousseau ⥋ Tours-Nord — Les Douets     |
| 2 Tempo | Ouverture / Fermeture 31 août 2013 / — | Longueur "Nord-Sud" : 15,3 km "Sud-Nord" : 15,9 km          | Durée 55 min                                                | Nb. d’arrêts 39                                             | Matériel Citaro G C2 Solaris Urbino 18 - Scania Citywide LFA II GNV | Jours de fonctionnement L, Ma, Me, J, V, S, D               | Jour / Soir / Nuit / Fêtes O / O / O / O                    | Voy. / an 5,7 M                                             | Exploitant Keolis Tours                                     |
| 2 Tempo | Desserte : Chambray-lès-Tours, Tours-Sud, Tours-Centre et Tours-Nord - Principaux arrêts desservis : CHU Trousseau • P+R Sagerie • Fac Grandmont/Lycée Grandmont • Verdun • Liberté • Boisdenier • Jean Jaurès • Gare Vinci • Ursulines • IUT • Lycée Vaucanson • Petite Arche • Coppée • Les Douets. |                                                             |                                                             |                                                             |                                                                     |                                                             |                                                             |                                                             |                                                             |
| 2 Tempo | Autre : - Fréquence : de 07h à 20h : toutes les 6 à 9 min en semaine, toutes les 10 à 15 min le samedi, toutes les 30 min le dimanche. Après 22h : toutes les 30 min la semaine, le dimanche, le samedi. - Particularités : À partir de 21h, pour permettre les correspondances avec les lignes A, 3 et 5, le temps d'arrêt est prolongé à "Gare Vinci", alors que pour la ligne 4, la correspondance s'effectue à "Porte de Loire". - À partir du mois de septembre 2020, des trajets "Express" sont expérimentés entre la Gare de Tours et Les Douets. - Date de dernière mise à jour : 15 mars 2024. |                                                             |                                                             |                                                             |                                                                     |                                                             |                                                             |                                                             |                                                             |
| 2 Tempo | Dernière actualisation : — |                                                             |                                                             |                                                             |                                                                     |                                                             |                                                             |                                                             |                                                             |

#### Ligne de substitution du tramway
| Ligne  | Caractéristiques | Caractéristiques                                                              | Caractéristiques                                                              | Caractéristiques                                                              | Caractéristiques                                                              | Caractéristiques                                                              | Caractéristiques                                                              | Caractéristiques                                                              | Caractéristiques                                                              |
| Plan B | Ligne de substitution au tramway | Ligne de substitution au tramway                                              | Ligne de substitution au tramway                                              | Ligne de substitution au tramway                                              | Ligne de substitution au tramway                                              | Ligne de substitution au tramway                                              | Ligne de substitution au tramway                                              | Ligne de substitution au tramway                                              | Ligne de substitution au tramway                                              |
| Plan B | selon les contraintes d'exploitations ⥋ selon les contraintes d'exploitations | selon les contraintes d'exploitations ⥋ selon les contraintes d'exploitations | selon les contraintes d'exploitations ⥋ selon les contraintes d'exploitations | selon les contraintes d'exploitations ⥋ selon les contraintes d'exploitations | selon les contraintes d'exploitations ⥋ selon les contraintes d'exploitations | selon les contraintes d'exploitations ⥋ selon les contraintes d'exploitations | selon les contraintes d'exploitations ⥋ selon les contraintes d'exploitations | selon les contraintes d'exploitations ⥋ selon les contraintes d'exploitations | selon les contraintes d'exploitations ⥋ selon les contraintes d'exploitations |
| ------ | --- | ----------------------------------------------------------------------------- | ----------------------------------------------------------------------------- | ----------------------------------------------------------------------------- | ----------------------------------------------------------------------------- | ----------------------------------------------------------------------------- | ----------------------------------------------------------------------------- | ----------------------------------------------------------------------------- | ----------------------------------------------------------------------------- |
| Plan B | Ouverture / Fermeture 31 août 2013 / — | Longueur —                                                                    | Durée —                                                                       | Nb. d’arrêts —                                                                | Matériel Articulés Standards                                                  | Jours de fonctionnement selon les contraintes d'exploitations                 | Jour / Soir / Nuit / Fêtes — / — / — / —                                      | Voy. / an —                                                                   | Exploitant Keolis Tours                                                       |
| Plan B | Desserte : Tours Nord, Tours Centre, Joué-lès-Tours - Principaux arrêts desservis : selon les contraintes d'exploitations |                                                                               |                                                                               |                                                                               |                                                                               |                                                                               |                                                                               |                                                                               |                                                                               |
| Plan B | Autre : La ligne "Plan B" est une ligne de bus de remplacement de la ligne A du tramway en cas d'interruption partielle ou totale de cette dernière. Elle est assurée avec tout type de bus (standards ou articulés) et est déclenchée dès un arrêt du tramway "de plus de 20 minutes". - Date de dernière mise à jour : 2 novembre 2018. |                                                                               |                                                                               |                                                                               |                                                                               |                                                                               |                                                                               |                                                                               |                                                                               |
| Plan B | Dernière actualisation : — |                                                                               |                                                                               |                                                                               |                                                                               |                                                                               |                                                                               |                                                                               |                                                                               |

#### Lignes Fortes
| Ligne   | Caractéristiques | Caractéristiques | Caractéristiques | Caractéristiques | Caractéristiques | Caractéristiques | Caractéristiques | Caractéristiques | Caractéristiques |
| 3a / 3b | La Riche — La Riche Centre ⥋ Saint-Avertin — Onze Arpents (3a) / Chambray-lès-Tours — Grand Sud (3b) Branches desservies en alternance, selon le service | La Riche — La Riche Centre ⥋ Saint-Avertin — Onze Arpents (3a) / Chambray-lès-Tours — Grand Sud (3b) Branches desservies en alternance, selon le service | La Riche — La Riche Centre ⥋ Saint-Avertin — Onze Arpents (3a) / Chambray-lès-Tours — Grand Sud (3b) Branches desservies en alternance, selon le service | La Riche — La Riche Centre ⥋ Saint-Avertin — Onze Arpents (3a) / Chambray-lès-Tours — Grand Sud (3b) Branches desservies en alternance, selon le service | La Riche — La Riche Centre ⥋ Saint-Avertin — Onze Arpents (3a) / Chambray-lès-Tours — Grand Sud (3b) Branches desservies en alternance, selon le service | La Riche — La Riche Centre ⥋ Saint-Avertin — Onze Arpents (3a) / Chambray-lès-Tours — Grand Sud (3b) Branches desservies en alternance, selon le service | La Riche — La Riche Centre ⥋ Saint-Avertin — Onze Arpents (3a) / Chambray-lès-Tours — Grand Sud (3b) Branches desservies en alternance, selon le service | La Riche — La Riche Centre ⥋ Saint-Avertin — Onze Arpents (3a) / Chambray-lès-Tours — Grand Sud (3b) Branches desservies en alternance, selon le service | La Riche — La Riche Centre ⥋ Saint-Avertin — Onze Arpents (3a) / Chambray-lès-Tours — Grand Sud (3b) Branches desservies en alternance, selon le service |
| ------- | --- | --- | --- | --- | --- | --- | --- | --- | --- |
| 3a / 3b | Ouverture / Fermeture 31 août 2013 / — | Longueur 3a : "Ouest-Sud": 17,9 km "Sud-Ouest" : 17,2 3b : "Ouest-Sud": 18,6 km "Sud-Ouest" : 18,8 km                                                    | Durée 3a : 65 min 3b : 70 min | Nb. d’arrêts 3a : 52 3b : 49 | Matériel Vanhool New A330 et Scania Citywide | Jours de fonctionnement L, Ma, Me, J, V, S, D | Jour / Soir / Nuit / Fêtes O / O / O / O | Voy. / an — | Exploitant Keolis Tours |
| 3a / 3b | Desserte : - Villes et lieux desservis : La Riche (Salle de spectacle La Pléiade, Centre), Tours Centre (Maison de la solidarité, Palais de Justice, Hôtel de Ville, Lycée Balzac, Gare de Tours, CPAM, CAF, Trésor Public), Saint-Pierre-des-Corps (Centre Commercial Les Atlantes), Tours Sud (Ecole de Commerce, Lycée Grandmont, Fac Grandmont), Saint-Avertin et Chambray-lès-Tours (CHU Trousseau, Ecole d'infirmières, Bois de Chambray, Chambray Centre, Mairie, Centre Commercial Chambray 2, Petite Madeleine). - Principaux arrêts communs : La Pléiade • La Riche Centre • MAME • St Eloi • Jean Jaurès • Gare de Tours • Atlantes • D'Indy • Lycée Grandmont • Fac Grandmont • P+R Sagerie • CHU Trousseau. - Principaux arrêts desservis non communs : - 3a : Jules Romains • Onze Arpents. - 3b : Chambray 2 Joule • Petite Madeleine. - Stations et gare desservies : Gare de Tours, Jean Jaurès. | | | | | | | | |
| 3a / 3b | Autre : - Fréquence "3a/b" : de 07h à 20h : toutes les 10 minutes en semaine (sur le tronc commun) et 20 minutes (sur les branches) , toutes les 15 minutes le samedi, toutes les 30 minutes le dimanche. Après 22h : toutes les 60 minutes la semaine et le week-end. - Amplitudes horaires : La ligne circule du lundi au vendredi de 05h30 à 00h30, le samedi de 05h45 à 00h30 et le dimanche de 08h50 à 00h30. - Particularités : À partir de 21h, seul le tronçon commun entre les lignes 3a et 3b (La Pléiade ↔ CHU Trousseau) est en service, et devient 3. Le temps d'arrêt est prolongé à "Gare Vinci" pour permettre les correspondances avec les lignes A, 2 et 5. - Date de dernière mise à jour : 29 mai 2025. | | | | | | | | |
| 3a / 3b | Dernière actualisation : — | | | | | | | | |
| 4       | Tours-Centre — Rempart ⥋ Saint-Pierre-des-Corps — Atlantes | Tours-Centre — Rempart ⥋ Saint-Pierre-des-Corps — Atlantes                                                                                               | Tours-Centre — Rempart ⥋ Saint-Pierre-des-Corps — Atlantes                                                                                               | Tours-Centre — Rempart ⥋ Saint-Pierre-des-Corps — Atlantes                                                                                               | Tours-Centre — Rempart ⥋ Saint-Pierre-des-Corps — Atlantes                                                                                               | Tours-Centre — Rempart ⥋ Saint-Pierre-des-Corps — Atlantes                                                                                               | Tours-Centre — Rempart ⥋ Saint-Pierre-des-Corps — Atlantes                                                                                               | Tours-Centre — Rempart ⥋ Saint-Pierre-des-Corps — Atlantes                                                                                               | Tours-Centre — Rempart ⥋ Saint-Pierre-des-Corps — Atlantes                                                                                               |
| 4       | Ouverture / Fermeture 7 avril 1986 / — | Longueur — | Durée 50 min | Nb. d’arrêts 30 | Matériel Vanhool New A330 et Scania Citywide | Jours de fonctionnement L, Ma, Me, J, V, S, D | Jour / Soir / Nuit / Fêtes O / O / O / O | Voy. / an — | Exploitant Keolis Tours |
| 4       | Desserte : - Villes et lieux desservis : Tours-Centre (Château de Tours, Bibliothèque Centrale, Faculté des Tanneurs (Université de Tours), Maison de la Solidarité, Ecole Supérieure des Beaux Arts, Hôpital Bretonneau, Université François Rabelais, Stade Tonnellé, Place de Strasbourg.), Saint-Pierre-des-Corps (Centre Commercial des Atlantes). - Principaux arrêts desservis : Atlantes • Tonnellé • Bretonneau • MAME • Fac Tanneurs • Porte de Loire • Saint Paul • Strasbourg. - Stations desservies : Porte de Loire, Verdun, Suzanne Valadon. | | | | | | | | |
| 4       | Autre : - Fréquence : de 07h à 20h : toutes les 8 min en semaine, toutes les 12 à 20 min le samedi, toutes les 30 min le dimanche. Après 22h : toutes les 55 min la semaine, le dimanche, le samedi, du lundi au vendredi en période scolaire la ligne est prolongée de Atlantes jusqu'au Lycée Becquerel. - Amplitudes horaires : La ligne circule du lundi au samedi de 06h à 00h35 et le dimanche de 09h à 00h35. - Particularités : - À partir de 21h, pour permettre la correspondance avec la ligne A, le temps d'arrêt est prolongé à "Porte de Loire". - Jusqu'en 2017, la ligne était une ligne circulaire encerclant l'hyper-centre de Tours. Depuis septembre 2017, la ligne est tronquée du quartier Velpeau et dessert le centre commercial des Atlantes à Saint-Pierre-des-Corps. - Date de dernière mise à jour : 29 mai 2025.                                                                     | | | | | | | | |
| 4       | Dernière actualisation : — | | | | | | | | |
| 5       | Saint-Pierre-des-Corps — Saint-Pierre Gare ⥋ Tours-Sud — Parc Grandmont | Saint-Pierre-des-Corps — Saint-Pierre Gare ⥋ Tours-Sud — Parc Grandmont                                                                                  | Saint-Pierre-des-Corps — Saint-Pierre Gare ⥋ Tours-Sud — Parc Grandmont                                                                                  | Saint-Pierre-des-Corps — Saint-Pierre Gare ⥋ Tours-Sud — Parc Grandmont                                                                                  | Saint-Pierre-des-Corps — Saint-Pierre Gare ⥋ Tours-Sud — Parc Grandmont                                                                                  | Saint-Pierre-des-Corps — Saint-Pierre Gare ⥋ Tours-Sud — Parc Grandmont                                                                                  | Saint-Pierre-des-Corps — Saint-Pierre Gare ⥋ Tours-Sud — Parc Grandmont                                                                                  | Saint-Pierre-des-Corps — Saint-Pierre Gare ⥋ Tours-Sud — Parc Grandmont                                                                                  | Saint-Pierre-des-Corps — Saint-Pierre Gare ⥋ Tours-Sud — Parc Grandmont                                                                                  |
| 5       | Ouverture / Fermeture 31 août 2013 / — | Longueur "Sud - Est" : 12,6 km "Est - Sud" : 12,7 km | Durée 54 min | Nb. d’arrêts 41 | Matériel Mercedes-Benz Citaro G Facelift, Solaris Urbino 18 et Irisbus Agora L                                                                           | Jours de fonctionnement L, Ma, Me, J, V, S, D | Jour / Soir / Nuit / Fêtes O / O / O / O | Voy. / an — | Exploitant Keolis Tours |
| 5       | Desserte : - Villes et lieux desservis : Saint-Pierre-des-Corps (Gare, Centre), Tours Centre (CPAM, CAF, Office de Tourisme, Gare de Tours, Hôtel de Ville, Palais de Justice, Lycée Balzac, Deux-Lions, Polytech), Joué-lès-Tours, Tours Sud (Campus de Grandmont, Parc Grandmont). - Principaux arrêts desservis : Parc Grandmont • Arsonval • Fac 2 lions • Général Renault • Giraudeau • Jean Jaurès • Gare de Tours • Strasbourg • Grand Mail • Saint Pierre Gare • Mirabeau. - Stations et gares desservies : Gare de Saint-Pierre-des-Corps, Gare de Tours, Jean Jaurès, Suzanne Valadon, Fac 2 Lions. | | | | | | | | |
| 5       | Autre : - Fréquence : de 07h à 20h : toutes les 10 min en semaine, toutes les 15 min le samedi, toutes les 30 min le dimanche. Après 22h : toutes les 60 min la semaine comme le week-end. - Amplitudes horaires : La ligne circule du lundi au samedi de 05h45 à 00h30 et le dimanche de 09h à 00h30. - Particularités : À partir de 21h, pour permettre les correspondances avec les lignes A, 2 et 3, le temps d'arrêt est prolongé à "Gare de Tours". - Date de dernière mise à jour : 4 août 2024. | | | | | | | | |
| 5       | Dernière actualisation : — | | | | | | | | |

#### Lignes urbaines secondaires
| Ligne | Caractéristiques | Caractéristiques | Caractéristiques | Caractéristiques | Caractéristiques | Caractéristiques | Caractéristiques | Caractéristiques | Caractéristiques |
| 10    | Tours-Centre - Gare de Tours ⥋ Saint-Avertin — Paul Doumer | Tours-Centre - Gare de Tours ⥋ Saint-Avertin — Paul Doumer                                                                          | Tours-Centre - Gare de Tours ⥋ Saint-Avertin — Paul Doumer                                                                          | Tours-Centre - Gare de Tours ⥋ Saint-Avertin — Paul Doumer                                                                          | Tours-Centre - Gare de Tours ⥋ Saint-Avertin — Paul Doumer                                                                          | Tours-Centre - Gare de Tours ⥋ Saint-Avertin — Paul Doumer                                                                          | Tours-Centre - Gare de Tours ⥋ Saint-Avertin — Paul Doumer                                                                          | Tours-Centre - Gare de Tours ⥋ Saint-Avertin — Paul Doumer                                                                          | Tours-Centre - Gare de Tours ⥋ Saint-Avertin — Paul Doumer                                                                          |
| ----- | --- | --- | --- | --- | --- | --- | --- | --- | --- |
| 10    | Ouverture / Fermeture 31 août 2013 / — | Longueur — | Durée 50 min | Nb. d’arrêts 18 | Matériel Citaro G Facelift Irisbus Agora L Solaris Urbino 18 (sauf le dimanche)                                                     | Jours de fonctionnement L, Ma, Me, J, V, S, D                                                                                       | Jour / Soir / Nuit / Fêtes O / O / N / O                                                                                            | Voy. / an — | Exploitant Keolis Tours |
| 10    | Desserte : - Villes et lieux desservis : Tours-Centre (Trésor Public, CPAM, CAF, Office du Tourisme, Gare, Palais des Congrès Vinci, Lycée Descartes, Palais de Justice, Hôtel de Ville, Ecole de Commerce) et Saint-Avertin (Mairie, Le Nouvel Atrium). - Principaux arrêts desservis : Gare de Tours • Jean Jaurès • Verdun • D'Indy • Fontaines • Paul Doumer. - Stations et gares desservies : Gare de Saint-Pierre-des-Corps, Gare de Tours, Beffroi, Tranchée, Place Choiseul, Jean Jaurès, Liberté, Charcot, Verdun. | | | | | | | | |
| 10    | Autre : - Fréquence : - En journée : 15/20 minutes en semaine, 20 minutes le samedi, 1h le dimanche. - En soirée : 17/30 minutes en semaine, 25/35 minutes le samedi. - Amplitudes horaires : La ligne circule du lundi au vendredi de 5h45 à 21h20, le samedi de 6h à 21h et le dimanche de 9h20 à 21h. - Date de dernière mise à jour : 27 août 2024. | | | | | | | | |
| 10    | Dernière actualisation : — | | | | | | | | |
| 11    | Saint-Pierre-des-Corps — Justices ⥋ Fondettes — Mareuil | Saint-Pierre-des-Corps — Justices ⥋ Fondettes — Mareuil                                                                             | Saint-Pierre-des-Corps — Justices ⥋ Fondettes — Mareuil                                                                             | Saint-Pierre-des-Corps — Justices ⥋ Fondettes — Mareuil                                                                             | Saint-Pierre-des-Corps — Justices ⥋ Fondettes — Mareuil                                                                             | Saint-Pierre-des-Corps — Justices ⥋ Fondettes — Mareuil                                                                             | Saint-Pierre-des-Corps — Justices ⥋ Fondettes — Mareuil                                                                             | Saint-Pierre-des-Corps — Justices ⥋ Fondettes — Mareuil                                                                             | Saint-Pierre-des-Corps — Justices ⥋ Fondettes — Mareuil                                                                             |
| 11    | Ouverture / Fermeture 31 août 2013 / — | Longueur — | Durée 38 min | Nb. d’arrêts 32 | Matériel Citaro G Facelift Solaris Urbino 18 Irisbus Agora L                                                                        | Jours de fonctionnement L, Ma, Me, J, V, S, D                                                                                       | Jour / Soir / Nuit / Fêtes O / O / N / O                                                                                            | Voy. / an — | Exploitant Keolis Tours |
| 11    | Desserte : - Villes et lieux desservis : Saint-Pierre-des-Corps (Gare, Lycée Nadaud, Mairie),Tours-Centre (Gare, Palais des Congrès Vinci, Hôtel de Ville, Palais de Justice, Lycée Descartes, CHU Clocheville), Saint-Cyr-sur-Loire (Mairie, Piscine Municipale, Clinique Psychiatrique Universitaire) et Fondettes (Gare, CFA, Complexe Sportif, Lycée Agricole, Mairie, Centre). - Principaux arrêts desservis : St Pierre Gare • Gare de Tours • Jean Jaurès • Hall • Victoire • Maison Blanche • Fondettes Centre • Mareuil. - Stations et gare desservies : Gare de Tours, Jean Jaurès. | | | | | | | | |
| 11    | Autre : - Fréquence : - En heures de pointe : 5/35 minutes en semaine, 30 minutes le samedi et 1h10/1h15 le dimanche. - En journée : 30/35 minutes en semaine, 30/50 minutes le samedi et 1h10/1h15 le dimanche. - En heures creuses : 20/30 minutes en semaine, 25 minutes le samedi. - Amplitudes horaires : La ligne circule du lundi au samedi de 6h à 20h45 et le dimanche de 10h20 à 20h20. - Particularité : Ligne exploitée par Keolis Touraine à certains services. - Date de dernière mise à jour : 3 novembre 2019. | | | | | | | | |
| 11    | Dernière actualisation : — | | | | | | | | |
| 12    | Tours-Nord — Petite Arche ⥋ Tours-Centre — Porte de Loire | Tours-Nord — Petite Arche ⥋ Tours-Centre — Porte de Loire                                                                           | Tours-Nord — Petite Arche ⥋ Tours-Centre — Porte de Loire                                                                           | Tours-Nord — Petite Arche ⥋ Tours-Centre — Porte de Loire                                                                           | Tours-Nord — Petite Arche ⥋ Tours-Centre — Porte de Loire                                                                           | Tours-Nord — Petite Arche ⥋ Tours-Centre — Porte de Loire                                                                           | Tours-Nord — Petite Arche ⥋ Tours-Centre — Porte de Loire                                                                           | Tours-Nord — Petite Arche ⥋ Tours-Centre — Porte de Loire                                                                           | Tours-Nord — Petite Arche ⥋ Tours-Centre — Porte de Loire                                                                           |
| 12    | Ouverture / Fermeture 31 août 2013 / — | Longueur — | Durée 24 min | Nb. d’arrêts 23 | Matériel Heuliez GX337 Scania Citywide Mercedes Citaro C2 Vanhool New A330                                                          | Jours de fonctionnement L, Ma, Me, J, V, S, D                                                                                       | Jour / Soir / Nuit / Fêtes O / O / N / O                                                                                            | Voy. / an — | Exploitant Keolis Tours |
| 12    | Desserte : - Villes et lieux desservis : Tours-Centre (Bibliothèque Centrale, Château de Tours), Tours-Nord (Golf, Maison de la Solidarité, Centre Commercial Petite Arche, Gymnase Monconseil, Stade de la Chambrerie, Lycée Vaucanson). - Principaux arrêts desservis : Petite Arche • Luxembourg • Astronautes • Giraudoux • La Borde • Porte de Loire. - Stations desservies : Porte de Loire, Marne,"Place Choiseul". | | | | | | | | |
| 12    | Autre : - A certains horaires, la ligne 12 dessert a certaines heures l'hôpital Ermitage. Fréquence : - - En heures de pointe : 12/20 minutes en semaine, 20 minutes le samedi et 55 minutes/1h15 le dimanche. - En journée : 25/30 minutes en semaine et le samedi, 55 minutes/1h15 le dimanche. - En heures creuses : 20/30 minutes en semaine et 30 minutes le samedi. - Amplitudes horaires : La ligne circule du lundi au vendredi de 6h10 à 21h15, le samedi de 6h20 à 21h et le dimanche de 11h à 20h50. - Particularités : Ligne effectuée par Keolis Touraine ou Transdev Touraine à certains services. En cas de travaux ou difficultés d'exploitation secteur Porte de Loire, la ligne peut être exploitée par le secteur Place Choiseul (tracé de la ligne 10 entre Place Choiseul et Golf) et desservira ce secteur de façon permanente en remplacement de la partie nord de la ligne 10 à partir du 26 août 2024. - Date de dernière mise à jour : 27 août 2024. | | | | | | | | |
| 12    | Dernière actualisation : — | | | | | | | | |
| 13    | Tours-Nord - Beffroi ⥋ Tours-Nord - Petite Arche | Tours-Nord - Beffroi ⥋ Tours-Nord - Petite Arche                                                                                    | Tours-Nord - Beffroi ⥋ Tours-Nord - Petite Arche                                                                                    | Tours-Nord - Beffroi ⥋ Tours-Nord - Petite Arche                                                                                    | Tours-Nord - Beffroi ⥋ Tours-Nord - Petite Arche                                                                                    | Tours-Nord - Beffroi ⥋ Tours-Nord - Petite Arche                                                                                    | Tours-Nord - Beffroi ⥋ Tours-Nord - Petite Arche                                                                                    | Tours-Nord - Beffroi ⥋ Tours-Nord - Petite Arche                                                                                    | Tours-Nord - Beffroi ⥋ Tours-Nord - Petite Arche                                                                                    |
| 13    | Ouverture / Fermeture 26 août 2024 / — | Longueur — | Durée 24 min | Nb. d’arrêts — | Matériel — | Jours de fonctionnement L, Ma, Me, J, V, S, D                                                                                       | Jour / Soir / Nuit / Fêtes O / O / N / O                                                                                            | Voy. / an (La ligne n'est pas encore ouverte)                                                                                       | Exploitant Keolis Tours |
| 13    | Desserte : - Villes et lieux desservis : Tours-Nord (Centre commercial de la petite arche, Quartier Monconseil, Avenue de l'Europe) - Principaux arrêts desservis : Petite Arche - Stations desservies : "Tranchée", "Christ-Roi", "Marne". | | | | | | | | |
| 13    | Autre : - Fréquence : - En heures de pointe : - En journée : - En heures creuses : - Amplitudes horaires : - Particularités : - Date de dernière mise à jour : 12 aout 2024. | | | | | | | | |
| 13    | Dernière actualisation : — | | | | | | | | |
| 14    | Chambray-lès-Tours — Chambray 2 Sud ⥋ Saint-Cyr-sur-Loire — Santé NCT+ (Tours-Nord — L.P. Clouet service scolaire) | Chambray-lès-Tours — Chambray 2 Sud ⥋ Saint-Cyr-sur-Loire — Santé NCT+ (Tours-Nord — L.P. Clouet service scolaire)                  | Chambray-lès-Tours — Chambray 2 Sud ⥋ Saint-Cyr-sur-Loire — Santé NCT+ (Tours-Nord — L.P. Clouet service scolaire)                  | Chambray-lès-Tours — Chambray 2 Sud ⥋ Saint-Cyr-sur-Loire — Santé NCT+ (Tours-Nord — L.P. Clouet service scolaire)                  | Chambray-lès-Tours — Chambray 2 Sud ⥋ Saint-Cyr-sur-Loire — Santé NCT+ (Tours-Nord — L.P. Clouet service scolaire)                  | Chambray-lès-Tours — Chambray 2 Sud ⥋ Saint-Cyr-sur-Loire — Santé NCT+ (Tours-Nord — L.P. Clouet service scolaire)                  | Chambray-lès-Tours — Chambray 2 Sud ⥋ Saint-Cyr-sur-Loire — Santé NCT+ (Tours-Nord — L.P. Clouet service scolaire)                  | Chambray-lès-Tours — Chambray 2 Sud ⥋ Saint-Cyr-sur-Loire — Santé NCT+ (Tours-Nord — L.P. Clouet service scolaire)                  | Chambray-lès-Tours — Chambray 2 Sud ⥋ Saint-Cyr-sur-Loire — Santé NCT+ (Tours-Nord — L.P. Clouet service scolaire)                  |
| 14    | Ouverture / Fermeture 31 août 2013 / — | Longueur — | Durée 80 min | Nb. d’arrêts 78 | Matériel Scania Citywide Mercedes Citaro Vanhool New A330                                                                           | Jours de fonctionnement L, Ma, Me, J, V, S, D                                                                                       | Jour / Soir / Nuit / Fêtes O / O / N / O                                                                                            | Voy. / an 1,2 M | Exploitant Keolis Tours |
| 14    | Desserte : - Villes et lieux desservis : Tours-Centre (Lycée Balzac, Gare, Palais des Congrès Vinci, CPAM, CAF, Trésor Public), Tours-Sud (Campus de Grandmont, Lycée Grandmont, Parc Grandmont), Chambray-lès-Tours (Centre Commercial Chambray 2, Centre Commercial Ma Petite Madelaine, Mairie) et Saint-Cyr-sur-Loire. - Principaux arrêts desservis : Chambray 2 Sud • Santé Vinci • Fontaine Blanche • Fac Grandmont/Lycée Grandmont • Verdun • Raspail • Palais des sports • Rontonde • Atlantes Duclos • Jean Jaurès • Victoire • Tranchée • Bechellerie • Santé NCT+. - Stations et gare desservies : Gare de Tours, Jean Jaurès, Verdun, Place Choiseul, Charles Barrier, Tranchée Palais des sports, Saint-Paul. | | | | | | | | |
| 14    | Autre : La ligne est prolongée à certains horaires jusqu'au lycée Choiseul/Clouet. - Fréquence : - En heures de pointe : 10/30 minutes en semaine, 20/30 minutes le samedi, 1h le dimanche. - En journée : 20/30 minutes en semaine, 20/35 minutes le samedi, 1h le dimanche. - En heures creuses : 30 minutes en semaine, 25/30 minutes le samedi. - Amplitudes horaires : La ligne circule du lundi au vendredi de 5h55 à 21h40, le samedi de 6h à 21h15 et le dimanche de 10h30 à 21h10. - Particularités : La ligne 14 est prolongée aux Lycée Professionnel Clouet et Lycée Choiseul aux heures de début et de fin des cours. Ligne effectuée par Millet Tours, Keolis Touraine ou Transdev Touraine à certains services. - Date de dernière mise à jour : 29 mai 2025. | | | | | | | | |
| 14    | Dernière actualisation : — | | | | | | | | |
| 15    | La Riche — La Riche Soleil ⥋ Joué-lès-Tours — Blotterie | La Riche — La Riche Soleil ⥋ Joué-lès-Tours — Blotterie                                                                             | La Riche — La Riche Soleil ⥋ Joué-lès-Tours — Blotterie                                                                             | La Riche — La Riche Soleil ⥋ Joué-lès-Tours — Blotterie                                                                             | La Riche — La Riche Soleil ⥋ Joué-lès-Tours — Blotterie                                                                             | La Riche — La Riche Soleil ⥋ Joué-lès-Tours — Blotterie                                                                             | La Riche — La Riche Soleil ⥋ Joué-lès-Tours — Blotterie                                                                             | La Riche — La Riche Soleil ⥋ Joué-lès-Tours — Blotterie                                                                             | La Riche — La Riche Soleil ⥋ Joué-lès-Tours — Blotterie                                                                             |
| 15    | Ouverture / Fermeture 31 août 2013 / — | Longueur — | Durée 80 min | Nb. d’arrêts 64 | Matériel Scania Citywide Mercedes Citaro Vanhool New A330 Heuliez GX337                                                             | Jours de fonctionnement L, Ma, Me, J, V, S, D                                                                                       | Jour / Soir / Nuit / Fêtes O / O / N / O                                                                                            | Voy. / an — | Exploitant Keolis Tours |
| 15    | Desserte : - Villes et lieux desservis : Joué-lès-Tours (Collège Vallée Violette, Le Temps Machine, Pôle Emploi) Tours-Centre (Gare, Office du Tourisme, Lycée Balzac, Palais des Congrès Vinci, Hôtel de Ville, Palais de Justice, CHU Bretonneau) Tours-Sud (Campus de Grandmont, Lycée Grandmont, Parc Grandmont) et La Riche (Centre, Mairie, Centre commercial La Riche Soleil). - Principaux arrêts desservis : Joué Hôtel de Ville • Joué Centre • Fac Grandmont/lycée Grandmont • Verdun • Raspail • Velpeau • Gare de Tours • Jean Jaurès • CHU Bretonneau • centre commercial La Riche Soleil. - Stations et gares desservies : Gare de Tours, Rotière, Joué Hôtel de Ville, Verdun, Jean Jaurès. | | | | | | | | |
| 15    | Autre : - Fréquence : - En heures de pointe : 12/20 minutes en semaine, 30 minutes le samedi et 1h15/1h25 le dimanche. - En journée : 20/50 minutes en semaine, 30 minutes le samedi et 1h15/1h25 le dimanche. - En heures creuses : 20/45 minutes en semaine, 30/40 minutes le samedi. - Amplitudes horaires : La ligne circule du lundi au vendredi de 5h50 à 21h20, le samedi de 6h à 21h15 et le dimanche de 9h35 à 21h15. - Particularités : Ligne effectuée par Keolis Touraine ou Transdev Touraine à certains services. Il existe une course MAME (12h25)>La Riche Soleil (12h37) en période scolaire. - Date de dernière mise à jour : 2 août 2024. | | | | | | | | |
| 15    | Dernière actualisation : — | | | | | | | | |
| 16    | Saint-Pierre-des-Corps — Chaufferie ⥋ Joué-lès-Tours — Joué Gare | Saint-Pierre-des-Corps — Chaufferie ⥋ Joué-lès-Tours — Joué Gare                                                                    | Saint-Pierre-des-Corps — Chaufferie ⥋ Joué-lès-Tours — Joué Gare                                                                    | Saint-Pierre-des-Corps — Chaufferie ⥋ Joué-lès-Tours — Joué Gare                                                                    | Saint-Pierre-des-Corps — Chaufferie ⥋ Joué-lès-Tours — Joué Gare                                                                    | Saint-Pierre-des-Corps — Chaufferie ⥋ Joué-lès-Tours — Joué Gare                                                                    | Saint-Pierre-des-Corps — Chaufferie ⥋ Joué-lès-Tours — Joué Gare                                                                    | Saint-Pierre-des-Corps — Chaufferie ⥋ Joué-lès-Tours — Joué Gare                                                                    | Saint-Pierre-des-Corps — Chaufferie ⥋ Joué-lès-Tours — Joué Gare                                                                    |
| 16    | Ouverture / Fermeture 31 août 2013 / — | Longueur — | Durée 48 min | Nb. d’arrêts 35 (38) | Matériel Articulés (En h. de pointe) Standards (En h. creuses et week-end)                                                          | Jours de fonctionnement L, Ma, Me, J, V, S, D                                                                                       | Jour / Soir / Nuit / Fêtes O / O / N / O                                                                                            | Voy. / an — | Exploitant Keolis Tours |
| 16    | Desserte : - Villes et lieux desservis : Joué-lès-Tours (Hôtel de Ville, Gare, Centre, Boulevard de Chinon), Tours-Sud (Campus de Grandmont, Parc Grandmont, Lycée Grandmont) et Saint-Pierre-des-Corps (Centre Commercial Les Atlantes, Gare). - Principaux arrêts desservis : Joué Gare • Joué Centre • Bd de Chinon • Fac Grandmont/Lycée Grandmont • Verdun • Atlantes • St Pierre Gare. - Stations et gare desservies : Gare de Saint-Pierre-des-Corps, Gare de Joué-lès-Tours Verdun, Joué Hôtel de Ville. | | | | | | | | |
| 16    | Autre : - Fréquence : - En heures de pointe : 15/20 minutes en semaine, 20/30 minutes le samedi et 1h le dimanche. - En journée : 20/30 minutes en semaine, 20/30 minutes le samedi et 1h le dimanche. - En heures creuses : 20/40 minutes en semaine, 30 minutes le samedi. - Amplitudes horaires : La ligne circule du lundi au vendredi de 5h40 à 21h05, le samedi de 5h55 à 21h05 et le dimanche de 11h à 20h45. - Particularités : - Ligne sous-traitée à Transdev Touraine à certains services - Ligne passe à certains horaires dans le Quartier Beaujardin. - Date de dernière mise à jour : 23 juin 2024. | | | | | | | | |
| 16    | Dernière actualisation : — | | | | | | | | |
| 17    | Saint-Cyr-sur-Loire — Saint-Cyr Mairie ⥋ Saint-Cyr-sur-Loire — Santé NCT+ ( Saint-Cyr-sur-Loire St Cyr equatop dès le 26 août 2024) | Saint-Cyr-sur-Loire — Saint-Cyr Mairie ⥋ Saint-Cyr-sur-Loire — Santé NCT+ ( Saint-Cyr-sur-Loire St Cyr equatop dès le 26 août 2024) | Saint-Cyr-sur-Loire — Saint-Cyr Mairie ⥋ Saint-Cyr-sur-Loire — Santé NCT+ ( Saint-Cyr-sur-Loire St Cyr equatop dès le 26 août 2024) | Saint-Cyr-sur-Loire — Saint-Cyr Mairie ⥋ Saint-Cyr-sur-Loire — Santé NCT+ ( Saint-Cyr-sur-Loire St Cyr equatop dès le 26 août 2024) | Saint-Cyr-sur-Loire — Saint-Cyr Mairie ⥋ Saint-Cyr-sur-Loire — Santé NCT+ ( Saint-Cyr-sur-Loire St Cyr equatop dès le 26 août 2024) | Saint-Cyr-sur-Loire — Saint-Cyr Mairie ⥋ Saint-Cyr-sur-Loire — Santé NCT+ ( Saint-Cyr-sur-Loire St Cyr equatop dès le 26 août 2024) | Saint-Cyr-sur-Loire — Saint-Cyr Mairie ⥋ Saint-Cyr-sur-Loire — Santé NCT+ ( Saint-Cyr-sur-Loire St Cyr equatop dès le 26 août 2024) | Saint-Cyr-sur-Loire — Saint-Cyr Mairie ⥋ Saint-Cyr-sur-Loire — Santé NCT+ ( Saint-Cyr-sur-Loire St Cyr equatop dès le 26 août 2024) | Saint-Cyr-sur-Loire — Saint-Cyr Mairie ⥋ Saint-Cyr-sur-Loire — Santé NCT+ ( Saint-Cyr-sur-Loire St Cyr equatop dès le 26 août 2024) |
| 17    | Ouverture / Fermeture 31 août 2013 / — | Longueur — | Durée 65 min | Nb. d’arrêts 54 | Matériel Standards | Jours de fonctionnement L, Ma, Me, J, V, S, D                                                                                       | Jour / Soir / Nuit / Fêtes O / O / N / O                                                                                            | Voy. / an — | Exploitant Keolis Tours |
| 17    | Desserte : - Villes et lieux desservis : Tours-Nord (Clinique Velpeau, Lycée Vaucanson, Centre Commercial Petite Arche, Lycée Choiseul, Lycée Eiffel) et Saint-Cyr-sur-Loire (Pôle Santé NCT+, Sy-Cyr Mairie, Piscine). - Principaux arrêts desservis : Christ Roi • Astronautes • Petite Arche • Beffroi • Fosses Boisées • Santé NCT+. - Stations et gare desservies : Tranchée, Christ Roi, Marne, Beffroi. | | | | | | | | |
| 17    | Autre : - Fréquence : - En heures de pointe : 15/30 minutes en semaine, 20/35 minutes le samedi et 1h10 le dimanche. - En journée : 20/30 minutes en semaine, 20/40 minutes le samedi et 1h10 le dimanche. - En heures creuses : 15/40 minutes en semaine, 30 minutes le samedi. - Amplitudes horaires : La ligne circule du lundi au vendredi de 5h55 à 21h10, le samedi de 6h à 20h35 et le dimanche de 11h à 20h55. - Particularités : Ligne effectuée par Keolis Touraine ou Transdev Touraine à certains services. - Date de dernière mise à jour : 1er août 2024. | | | | | | | | |
| 17    | Dernière actualisation : — | | | | | | | | |
| 19    | Saint-Avertin — Alsace ⥋ Tours-Centre — Gare de Tours | Saint-Avertin — Alsace ⥋ Tours-Centre — Gare de Tours                                                                               | Saint-Avertin — Alsace ⥋ Tours-Centre — Gare de Tours                                                                               | Saint-Avertin — Alsace ⥋ Tours-Centre — Gare de Tours                                                                               | Saint-Avertin — Alsace ⥋ Tours-Centre — Gare de Tours                                                                               | Saint-Avertin — Alsace ⥋ Tours-Centre — Gare de Tours                                                                               | Saint-Avertin — Alsace ⥋ Tours-Centre — Gare de Tours                                                                               | Saint-Avertin — Alsace ⥋ Tours-Centre — Gare de Tours                                                                               | Saint-Avertin — Alsace ⥋ Tours-Centre — Gare de Tours                                                                               |
| 19    | Ouverture / Fermeture 6 janvier 2014 / — | Longueur — | Durée 39 min | Nb. d’arrêts 27 | Matériel Standards | Jours de fonctionnement L, Ma, Me, J, V                                                                                             | Jour / Soir / Nuit / Fêtes O / N / N / N                                                                                            | Voy. / an — | Exploitant Keolis Tours |
| 19    | Desserte : - Villes desservies : Tours-Centre et Saint-Avertin. - Principaux arrêts desservis : Gare de Tours • Leccia • Onze Arpents. - Station et gare desservie : Gare de Tours. | | | | | | | | |
| 19    | Autre : - Fréquence : Deux allers le matin et trois retours le soir. - Amplitudes horaires : La ligne circule du lundi au vendredi de 7h05 à 19h45. - Particularités : Ligne offrant une liaison direct entre la commune de Saint-Avertin et le centre-ville de Tours. - Date de dernière mise à jour : 18 novembre 2023. | | | | | | | | |
| 19    | Dernière actualisation : — | | | | | | | | |
| 35    | Tours-Sud — Parc Grandmont ⥋ Saint-Avertin — Onze Arpents | Tours-Sud — Parc Grandmont ⥋ Saint-Avertin — Onze Arpents                                                                           | Tours-Sud — Parc Grandmont ⥋ Saint-Avertin — Onze Arpents                                                                           | Tours-Sud — Parc Grandmont ⥋ Saint-Avertin — Onze Arpents                                                                           | Tours-Sud — Parc Grandmont ⥋ Saint-Avertin — Onze Arpents                                                                           | Tours-Sud — Parc Grandmont ⥋ Saint-Avertin — Onze Arpents                                                                           | Tours-Sud — Parc Grandmont ⥋ Saint-Avertin — Onze Arpents                                                                           | Tours-Sud — Parc Grandmont ⥋ Saint-Avertin — Onze Arpents                                                                           | Tours-Sud — Parc Grandmont ⥋ Saint-Avertin — Onze Arpents                                                                           |
| 35    | Ouverture / Fermeture 31 août 2015 / — | Longueur — | Durée 29 min | Nb. d’arrêts 24 | Matériel Scania Citywide Mercedes Citaro Vanhool New A330 Heuliez GX337                                                             | Jours de fonctionnement L, Ma, Me, J, V, S, D                                                                                       | Jour / Soir / Nuit / Fêtes O / N / N / O                                                                                            | Voy. / an — | Exploitant Keolis Tours |
| 35    | Desserte : Tours-Sud (Parc Grandmont, Campus de Grandmont, Lycée Grandmont), Saint-Avertin (Le Nouvel Atrium, Château Fraisier, Château de Cangé). - Principaux arrêts desservis : Lycée Grandmont • Clos Vaumont • Château de Cangé • Onze Arpents. - Station desservie : Aucune. | | | | | | | | |
| 35    | Autre : - Fréquence : 22 départs par jour en semaine, 20 le samedi et 4 uniquement sur réservation le dimanche. - Amplitudes horaires : La ligne circule du lundi au vendredi de 6h30 à 19h45, le samedi de 6h30 à 19h50 et le dimanche de 11h15 à 18h30. - Date de dernière mise à jour : 1er novembre 2018. | | | | | | | | |
| 35    | Dernière actualisation : — | | | | | | | | |
| 36    | Tours-Sud — Lycée Grandmont ⥋ Saint-Avertin — Onze Arpents | Tours-Sud — Lycée Grandmont ⥋ Saint-Avertin — Onze Arpents                                                                          | Tours-Sud — Lycée Grandmont ⥋ Saint-Avertin — Onze Arpents                                                                          | Tours-Sud — Lycée Grandmont ⥋ Saint-Avertin — Onze Arpents                                                                          | Tours-Sud — Lycée Grandmont ⥋ Saint-Avertin — Onze Arpents                                                                          | Tours-Sud — Lycée Grandmont ⥋ Saint-Avertin — Onze Arpents                                                                          | Tours-Sud — Lycée Grandmont ⥋ Saint-Avertin — Onze Arpents                                                                          | Tours-Sud — Lycée Grandmont ⥋ Saint-Avertin — Onze Arpents                                                                          | Tours-Sud — Lycée Grandmont ⥋ Saint-Avertin — Onze Arpents                                                                          |
| 36    | Ouverture / Fermeture 31 août 2015 / — | Longueur — | Durée 35 min | Nb. d’arrêts 30 | Matériel Scania Citywide Mercedes Citaro Vanhool New A330 Heuliez GX337                                                             | Jours de fonctionnement L, Ma, Me, J, V, S, D                                                                                       | Jour / Soir / Nuit / Fêtes O / N / N / O                                                                                            | Voy. / an — | Exploitant Keolis Tours |
| 36    | Desserte : Tours-Sud (Lycée Grandmont, Campus de Grandmont, Parc Grandmont, CHU Trousseau), Saint-Avertin (Les Granges) et Chambray-lès-Tours (Ecole d'infirmières, Lycée Agricole). - Principaux arrêts desservis : Lycée Grandmont • P+R Sagerie • Horizon Vert • Onze Arpents • CHU Trousseau. - Station desservie : Aucune. | | | | | | | | |
| 36    | Autre : - Fréquence : 17 à 19 départs par jour en semaine, 12 le samedi et 4 uniquement sur réservation le dimanche. - Amplitudes horaires : La ligne circule du lundi au vendredi de 6h45 à 19h55, le samedi de 6h40 à 19h30 et le dimanche de 11h40 à 18h. - Date de dernière mise à jour : 23 juin 2024. | | | | | | | | |
| 36    | Dernière actualisation : — | | | | | | | | |

#### Lignes suburbaines
| Ligne | Caractéristiques | Caractéristiques                                                   | Caractéristiques                                                   | Caractéristiques                                                   | Caractéristiques                                                   | Caractéristiques                                                   | Caractéristiques                                                   | Caractéristiques                                                   | Caractéristiques                                                   |
| 30    | Chambray-les-Tours — CHU Trousseau ⥋ Ballan-Miré — Ballan Gare | Chambray-les-Tours — CHU Trousseau ⥋ Ballan-Miré — Ballan Gare     | Chambray-les-Tours — CHU Trousseau ⥋ Ballan-Miré — Ballan Gare     | Chambray-les-Tours — CHU Trousseau ⥋ Ballan-Miré — Ballan Gare     | Chambray-les-Tours — CHU Trousseau ⥋ Ballan-Miré — Ballan Gare     | Chambray-les-Tours — CHU Trousseau ⥋ Ballan-Miré — Ballan Gare     | Chambray-les-Tours — CHU Trousseau ⥋ Ballan-Miré — Ballan Gare     | Chambray-les-Tours — CHU Trousseau ⥋ Ballan-Miré — Ballan Gare     | Chambray-les-Tours — CHU Trousseau ⥋ Ballan-Miré — Ballan Gare     |
| ----- | --- | ------------------------------------------------------------------ | ------------------------------------------------------------------ | ------------------------------------------------------------------ | ------------------------------------------------------------------ | ------------------------------------------------------------------ | ------------------------------------------------------------------ | ------------------------------------------------------------------ | ------------------------------------------------------------------ |
| 30    | Ouverture / Fermeture — / — | Longueur —                                                         | Durée 58 min                                                       | Nb. d’arrêts 41                                                    | Matériel Articulés en pointe, standards.                           | Jours de fonctionnement L, Ma, Me, J, V, S, D                      | Jour / Soir / Nuit / Fêtes O / N / N / O                           | Voy. / an —                                                        | Exploitant Keolis Tours                                            |
| 30    | Desserte : - Villes et lieux desservis : Joué-lès-Tours (Hôtel de Ville, CFA, Espace Malraux) et Ballan-Miré (Gare, Collège René Cassin, Médiathèque), Chambray-les-Tours (CHRU Trousseau, Centre Commercial Chambray 2, La Guignardière) - Principaux arrêts desservis : N.C. - Station et gares desservies : Rotière (à proximité). |                                                                    |                                                                    |                                                                    |                                                                    |                                                                    |                                                                    |                                                                    |                                                                    |
| 30    | Autre : - Fréquence : - En heures de pointe : 20 minutes en semaine et 30 minutes le samedi. - En journée : 30/60 minutes en semaine et 30 minutes le samedi. - En heures creuses : 30 minutes en semaine, 30 minutes le samedi. - Le dimanche, la ligne effectue 11 départs. - Particularités : - Ligne effectuée par Transdev Touraine à certains services. - Date de dernière mise à jour : 23 juin 2024. |                                                                    |                                                                    |                                                                    |                                                                    |                                                                    |                                                                    |                                                                    |                                                                    |
| 30    | Dernière actualisation : — |                                                                    |                                                                    |                                                                    |                                                                    |                                                                    |                                                                    |                                                                    |                                                                    |
| 31    | Joué-lès-Tours - ESAT Liodière ⥋ Joué-lès-Tours — Paul Fort | Joué-lès-Tours - ESAT Liodière ⥋ Joué-lès-Tours — Paul Fort        | Joué-lès-Tours - ESAT Liodière ⥋ Joué-lès-Tours — Paul Fort        | Joué-lès-Tours - ESAT Liodière ⥋ Joué-lès-Tours — Paul Fort        | Joué-lès-Tours - ESAT Liodière ⥋ Joué-lès-Tours — Paul Fort        | Joué-lès-Tours - ESAT Liodière ⥋ Joué-lès-Tours — Paul Fort        | Joué-lès-Tours - ESAT Liodière ⥋ Joué-lès-Tours — Paul Fort        | Joué-lès-Tours - ESAT Liodière ⥋ Joué-lès-Tours — Paul Fort        | Joué-lès-Tours - ESAT Liodière ⥋ Joué-lès-Tours — Paul Fort        |
| 31    | Ouverture / Fermeture 31 août 2013 / — | Longueur —                                                         | Durée 38 min                                                       | Nb. d’arrêts 38                                                    | Matériel Standards                                                 | Jours de fonctionnement L, Ma, Me, J, V, S                         | Jour / Soir / Nuit / Fêtes O / N / N / N                           | Voy. / an —                                                        | Exploitant Keolis Tours                                            |
| 31    | Desserte : - Joué-lès-Tours, Ballan-Miré Villes et lieux desservis : Joué-lès-Tours (Lycée Jean Monnet, Lycée Arsonval, Halte de la Douzillère, Centre Aquatique, Bulle d'O, Parc Rabière, Centre, Hôtel de Ville, CFA , St Gatien) - Principaux arrêts desservis : N.C. - Stations et gares desservies : Gare de la Douzillère, Lycée Jean Monnet, Rabière, Joué Hôtel de Ville. |                                                                    |                                                                    |                                                                    |                                                                    |                                                                    |                                                                    |                                                                    |                                                                    |
| 31    | Autre : - Fréquence : - En heures de pointe : 30 minutes en semaine et 30/60 minutes le samedi. - En journée : 60 minutes en semaine et 30/60 minutes le samedi. - En heures creuses : 60 minutes en semaine, 30 minutes le samedi. - Particularités : - Ligne effectuée par Transdev Touraine à certains services. - Date de dernière mise à jour : 4 avril 2024. |                                                                    |                                                                    |                                                                    |                                                                    |                                                                    |                                                                    |                                                                    |                                                                    |
| 31    | Dernière actualisation : — |                                                                    |                                                                    |                                                                    |                                                                    |                                                                    |                                                                    |                                                                    |                                                                    |
| 32    | Villandry — Villandry Centre ⥋ Tours-Sud - Lycée Grammont | Villandry — Villandry Centre ⥋ Tours-Sud - Lycée Grammont          | Villandry — Villandry Centre ⥋ Tours-Sud - Lycée Grammont          | Villandry — Villandry Centre ⥋ Tours-Sud - Lycée Grammont          | Villandry — Villandry Centre ⥋ Tours-Sud - Lycée Grammont          | Villandry — Villandry Centre ⥋ Tours-Sud - Lycée Grammont          | Villandry — Villandry Centre ⥋ Tours-Sud - Lycée Grammont          | Villandry — Villandry Centre ⥋ Tours-Sud - Lycée Grammont          | Villandry — Villandry Centre ⥋ Tours-Sud - Lycée Grammont          |
| 32    | Ouverture / Fermeture 31 août 2013 / — | Longueur —                                                         | Durée 40 min                                                       | Nb. d’arrêts 37                                                    | Matériel Standards                                                 | Jours de fonctionnement L, Ma, Me, J, V, S, D                      | Jour / Soir / Nuit / Fêtes O / N / N / O                           | Voy. / an —                                                        | Exploitant Keolis Tours                                            |
| 32    | Desserte : - Villes et lieux desservis : Tours (Lycée Grandmont, Polytech, Fac 2 Lions), Ballan-Miré (Grand Moulin), Savonnières (Petit Bois, Stade des Fontaines, Mairie, Grottes Pétrifiantes) et Villandry (Villandry Centre). - Principaux arrêts desservis : (Fac 2 Lions) Tours (Savonnières) Savonnières (Villandry Centre) Villandry - Station desservie : Fac 2 Lions. |                                                                    |                                                                    |                                                                    |                                                                    |                                                                    |                                                                    |                                                                    |                                                                    |
| 32    | Autre : - Fréquence : 7 à 8 départs par jour en semaine, Pas de service le samedi et 4 uniquement sur réservation le dimanche. - Particularités : - Ligne effectuée par Transdev Touraine à certains services. - Les dimanches et jours féries le service est assuré par un taxi-bus uniquement sur réservation. - Date de dernière mise à jour : 6 février 2025. |                                                                    |                                                                    |                                                                    |                                                                    |                                                                    |                                                                    |                                                                    |                                                                    |
| 32    | Dernière actualisation : — |                                                                    |                                                                    |                                                                    |                                                                    |                                                                    |                                                                    |                                                                    |                                                                    |
| 34    | Berthenay — Les Bergeons ⥋ Tours-Centre — Gare de Tours | Berthenay — Les Bergeons ⥋ Tours-Centre — Gare de Tours            | Berthenay — Les Bergeons ⥋ Tours-Centre — Gare de Tours            | Berthenay — Les Bergeons ⥋ Tours-Centre — Gare de Tours            | Berthenay — Les Bergeons ⥋ Tours-Centre — Gare de Tours            | Berthenay — Les Bergeons ⥋ Tours-Centre — Gare de Tours            | Berthenay — Les Bergeons ⥋ Tours-Centre — Gare de Tours            | Berthenay — Les Bergeons ⥋ Tours-Centre — Gare de Tours            | Berthenay — Les Bergeons ⥋ Tours-Centre — Gare de Tours            |
| 34    | Ouverture / Fermeture septembre 2002 / — | Longueur —                                                         | Durée —                                                            | Nb. d’arrêts —                                                     | Matériel Standards                                                 | Jours de fonctionnement L, Ma, Me, J, V, S, D                      | Jour / Soir / Nuit / Fêtes O / N / N / O                           | Voy. / an —                                                        | Exploitant Keolis Tours                                            |
| 34    | Desserte : Tours (Gare, Le Vinci, Lycée Balzac, Hôtel de Ville, Palais de Justice), La Riche (Centre, Mairie, ZI St Cosme), Saint-Genouph (Ecoles, Château Gaillard) et Berthenay (Mairie). - Principaux arrêts desservis : N.C. - Stations et gare desservies : Gare de Tours, Jean Jaurès. |                                                                    |                                                                    |                                                                    |                                                                    |                                                                    |                                                                    |                                                                    |                                                                    |
| 34    | Autre : - Fréquence : 7 à 8 départs par jour en semaine, pas de service le samedi et 4 uniquement sur réservation le dimanche. - Particularités : - Ligne sous-traitée par Keolis Touraine ou Transdev Touraine à certains services. - Date de dernière mise à jour : 2 août 2024. |                                                                    |                                                                    |                                                                    |                                                                    |                                                                    |                                                                    |                                                                    |                                                                    |
| 34    | Dernière actualisation : — |                                                                    |                                                                    |                                                                    |                                                                    |                                                                    |                                                                    |                                                                    |                                                                    |
| 50    | Luynes — Vaugareau ⥋ La Ville-aux-Dames — Bois de Plante | Luynes — Vaugareau ⥋ La Ville-aux-Dames — Bois de Plante           | Luynes — Vaugareau ⥋ La Ville-aux-Dames — Bois de Plante           | Luynes — Vaugareau ⥋ La Ville-aux-Dames — Bois de Plante           | Luynes — Vaugareau ⥋ La Ville-aux-Dames — Bois de Plante           | Luynes — Vaugareau ⥋ La Ville-aux-Dames — Bois de Plante           | Luynes — Vaugareau ⥋ La Ville-aux-Dames — Bois de Plante           | Luynes — Vaugareau ⥋ La Ville-aux-Dames — Bois de Plante           | Luynes — Vaugareau ⥋ La Ville-aux-Dames — Bois de Plante           |
| 50    | Ouverture / Fermeture 30 août 2010 / — | Longueur —                                                         | Durée 79 min                                                       | Nb. d’arrêts 64                                                    | Matériel Citaro G Facelift Irisbus Agora L Solaris Urbino 18       | Jours de fonctionnement L, Ma, Me, J, V, S, D                      | Jour / Soir / Nuit / Fêtes O / N / N / O                           | Voy. / an —                                                        | Exploitant Keolis Tours                                            |
| 50    | Desserte : - Villes et lieux desservis : Luynes (ESAT Les Vallées, IME, Château Luynes, Centre, Stade Varenne), Fondettes (Port Vallières, Pont de la Motte), Saint-Cyr-sur-Loire (Centre Psychiatrique Universitaire, Eglise, Pont Napoléon), Tours-Centre (Lycée Balzac, Hôtel de Ville, Palais de Justice, Gare, Le Vinci), Saint-Pierre-des-Corps (CFA) et La Ville-aux-Dames (Centre C. Claudel, Centre Commercial). - Principaux arrêts desservis : N.C. - Stations et gare desservies : Gare de Tours, Jean Jaurès. |                                                                    |                                                                    |                                                                    |                                                                    |                                                                    |                                                                    |                                                                    |                                                                    |
| 50    | Autre : - Fréquence : - En heures de pointe : 15/30 minutes en semaine, 40 minutes le samedi et 70 minutes le dimanche. - En journée : 30/60 minutes en semaine, 40 minutes le samedi et 70 minutes le dimanche. - En heures creuses : 30 minutes en semaine et 40 minutes le samedi. - Date de dernière mise à jour : 26 août 2019. |                                                                    |                                                                    |                                                                    |                                                                    |                                                                    |                                                                    |                                                                    |                                                                    |
| 50    | Dernière actualisation : — |                                                                    |                                                                    |                                                                    |                                                                    |                                                                    |                                                                    |                                                                    |                                                                    |
| 51    | Tours-Nord — Tranchée ⥋ La Membrolle-sur-Choisille — Croix Julia | Tours-Nord — Tranchée ⥋ La Membrolle-sur-Choisille — Croix Julia   | Tours-Nord — Tranchée ⥋ La Membrolle-sur-Choisille — Croix Julia   | Tours-Nord — Tranchée ⥋ La Membrolle-sur-Choisille — Croix Julia   | Tours-Nord — Tranchée ⥋ La Membrolle-sur-Choisille — Croix Julia   | Tours-Nord — Tranchée ⥋ La Membrolle-sur-Choisille — Croix Julia   | Tours-Nord — Tranchée ⥋ La Membrolle-sur-Choisille — Croix Julia   | Tours-Nord — Tranchée ⥋ La Membrolle-sur-Choisille — Croix Julia   | Tours-Nord — Tranchée ⥋ La Membrolle-sur-Choisille — Croix Julia   |
| 51    | Ouverture / Fermeture 1976 / — | Longueur —                                                         | Durée 23 min                                                       | Nb. d’arrêts 18                                                    | Matériel Crossway                                                  | Jours de fonctionnement L, Ma, Me, J, V, S, D                      | Jour / Soir / Nuit / Fêtes O / N / N / O                           | Voy. / an —                                                        | Exploitant Keolis Tours                                            |
| 51    | Desserte : - Villes et lieux desservis : Tours, Saint-Cyr-sur-Loire (Pôle Emploi, CAP Emploi 37, Centre Commercial St Cyr Equatop) et La Membrolle-sur-Choisille (Centre médical de Bel Air, Stade Municipal, Mairie). - Principaux arrêts desservis : Tranchée, Mûrier, St Cyr Equatop, Bel Air, Choisille. - Station desservie : Tranchée. |                                                                    |                                                                    |                                                                    |                                                                    |                                                                    |                                                                    |                                                                    |                                                                    |
| 51    | Autre : - Fréquence : - En heures de pointe : 30 minutes en semaine et 60 minutes le samedi. - En journée : 60 minutes en semaine et 60 minutes le samedi. - En heures creuses : 60 minutes en semaine, 60 minutes le samedi. - Dimanche : 4 départs uniquement sur réservation. - Particularités : - Ligne sous-traitée à Keolis Touraine et Voyages Grosbois. - Le Centre médical de Bel Air à La Membrolle-sur-Choisille n'est desservi qu'à certains services. - Date de dernière mise à jour : 26 août 2019. |                                                                    |                                                                    |                                                                    |                                                                    |                                                                    |                                                                    |                                                                    |                                                                    |
| 51    | Dernière actualisation : — |                                                                    |                                                                    |                                                                    |                                                                    |                                                                    |                                                                    |                                                                    |                                                                    |
| 52    | Tours-Nord — Tranchée ⥋ Mettray — Vieux Calvaire | Tours-Nord — Tranchée ⥋ Mettray — Vieux Calvaire                   | Tours-Nord — Tranchée ⥋ Mettray — Vieux Calvaire                   | Tours-Nord — Tranchée ⥋ Mettray — Vieux Calvaire                   | Tours-Nord — Tranchée ⥋ Mettray — Vieux Calvaire                   | Tours-Nord — Tranchée ⥋ Mettray — Vieux Calvaire                   | Tours-Nord — Tranchée ⥋ Mettray — Vieux Calvaire                   | Tours-Nord — Tranchée ⥋ Mettray — Vieux Calvaire                   | Tours-Nord — Tranchée ⥋ Mettray — Vieux Calvaire                   |
| 52    | Ouverture / Fermeture 1976 / — | Longueur —                                                         | Durée 20 min                                                       | Nb. d’arrêts 18                                                    | Matériel Standards                                                 | Jours de fonctionnement L, Ma, Me, J, V, S, D                      | Jour / Soir / Nuit / Fêtes O / N / N / O                           | Voy. / an —                                                        | Exploitant Keolis Tours                                            |
| 52    | Desserte : - Villes et lieux desservis : Tours-Nord (Centre commercial Leclerc, Lycée Eiffel, Parking Relais (P+R) Tranchée, Saint-Cyr-sur-Loire Pôle Emploi et Mettray (ANAIS de Mettray, ITEP le village des Jeunes, Mairie de Mettray, Stade de Mettray). - Principaux arrêts desservis : N.C. - Station desservie : Tranchée. |                                                                    |                                                                    |                                                                    |                                                                    |                                                                    |                                                                    |                                                                    |                                                                    |
| 52    | Autre : - Fréquence : - En heures de pointe : 30 minutes en semaine et 60 minutes le samedi. - En journée : 60 minutes en semaine et 60 minutes le samedi. - En heures creuses : 60 minutes en semaine, 60 minutes le samedi. - Dimanche : 4 départs uniquement sur réservation. - Particularités : Ligne sous-traitée à Keolis Touraine et Voyages Grosbois. - Date de dernière mise à jour : 26 août 2019. |                                                                    |                                                                    |                                                                    |                                                                    |                                                                    |                                                                    |                                                                    |                                                                    |
| 52    | Dernière actualisation : — |                                                                    |                                                                    |                                                                    |                                                                    |                                                                    |                                                                    |                                                                    |                                                                    |
| 53    | Tours-Nord — Vaucanson ⥋ Tours-Centre — Porte de Loire | Tours-Nord — Vaucanson ⥋ Tours-Centre — Porte de Loire             | Tours-Nord — Vaucanson ⥋ Tours-Centre — Porte de Loire             | Tours-Nord — Vaucanson ⥋ Tours-Centre — Porte de Loire             | Tours-Nord — Vaucanson ⥋ Tours-Centre — Porte de Loire             | Tours-Nord — Vaucanson ⥋ Tours-Centre — Porte de Loire             | Tours-Nord — Vaucanson ⥋ Tours-Centre — Porte de Loire             | Tours-Nord — Vaucanson ⥋ Tours-Centre — Porte de Loire             | Tours-Nord — Vaucanson ⥋ Tours-Centre — Porte de Loire             |
| 53    | Ouverture / Fermeture 31 août 2013 / — | Longueur 19,8 km                                                   | Durée —                                                            | Nb. d’arrêts —                                                     | Matériel Citaro C2                                                 | Jours de fonctionnement L, Ma, Me, J, V, S, D                      | Jour / Soir / Nuit / Fêtes O / N / N / O                           | Voy. / an —                                                        | Exploitant Keolis Tours                                            |
| 53    | Desserte : Tours-Nord (Golf, Centre Commercial de la Petite Arche, ZI de Saint-Symphorien, Lycée Vaucanson), Tours-Centre (Porte de Loire, Château, Quai Malraux), Rochecorbon (Quai de la Loire, Office du Tourisme, Mairie) et Parçay-Meslay (Centre, Mairie, Salle St-Pierre, ZI La Fosse Neuve, ZA Papillon, Maison des Sports, Centre de Permis). - Principaux arrêts desservis : N.C. - Stations desservies : Porte de Loire, Marne, Vaucanson. |                                                                    |                                                                    |                                                                    |                                                                    |                                                                    |                                                                    |                                                                    |                                                                    |
| 53    | Autre : - Fréquence : - En heures de pointe : 60 minutes en semaine et 60 minutes le samedi. - En journée : 60 minutes en semaine et 60 minutes le samedi. - Dimanche : 4 départs uniquement sur réservation. - Particularités : Ligne effectuée par Keolis Touraine à certains services. En cas de travaux ou difficultés d'exploitation secteur Porte de Loire, la ligne peut être exploitée par le secteur Place Choiseul (tracé de la ligne 10 (ligne 12 à partir du 26/08/2024) entre Place Choiseul et Golf). Il existe également une version "express" entre Vaucanson et l'arrêt Coudrière via l'arrêt Base aérienne qui circule 1 fois/jour dans les 2 directions. - Date de dernière mise à jour : 14 août 2024. |                                                                    |                                                                    |                                                                    |                                                                    |                                                                    |                                                                    |                                                                    |                                                                    |
| 53    | Dernière actualisation : — |                                                                    |                                                                    |                                                                    |                                                                    |                                                                    |                                                                    |                                                                    |                                                                    |
| 54    | Vernou-sur-Brenne — Clos de Vernou ⥋ Tours-Centre — Porte de Loire | Vernou-sur-Brenne — Clos de Vernou ⥋ Tours-Centre — Porte de Loire | Vernou-sur-Brenne — Clos de Vernou ⥋ Tours-Centre — Porte de Loire | Vernou-sur-Brenne — Clos de Vernou ⥋ Tours-Centre — Porte de Loire | Vernou-sur-Brenne — Clos de Vernou ⥋ Tours-Centre — Porte de Loire | Vernou-sur-Brenne — Clos de Vernou ⥋ Tours-Centre — Porte de Loire | Vernou-sur-Brenne — Clos de Vernou ⥋ Tours-Centre — Porte de Loire | Vernou-sur-Brenne — Clos de Vernou ⥋ Tours-Centre — Porte de Loire | Vernou-sur-Brenne — Clos de Vernou ⥋ Tours-Centre — Porte de Loire |
| 54    | Ouverture / Fermeture 31 août 2013 / — | Longueur 15,2 km (17,2) km                                         | Durée 42 min                                                       | Nb. d’arrêts 40                                                    | Matériel Articulés (en h. de pointes en semaine)                   | Jours de fonctionnement L, Ma, Me, J, V, S, D                      | Jour / Soir / Nuit / Fêtes O / N / N / O                           | Voy. / an —                                                        | Exploitant Keolis Tours                                            |
| 54    | Desserte : - Villes et lieux desservis : Tours-Centre (Porte de Loire, Château, Quai Malraux, Golf), Rochecorbon (Quai de Loire, Mairie, Office du Tourisme), Vouvray (Stade Municipal, Mairie, Centre) et Vernou-sur-Brenne (Mairie, Centre). - Principaux arrêts desservis : N.C. - Station desservie : Porte de Loire. |                                                                    |                                                                    |                                                                    |                                                                    |                                                                    |                                                                    |                                                                    |                                                                    |
| 54    | Autre : - Fréquence : - En heures de pointe : 20/60 minutes en semaine et 20/90 minutes le samedi. - En journée : 15/90 minutes en semaine et 30/120 minutes le samedi. - En heures creuses : 25/50 minutes en semaine, 50 minutes le samedi. - Dimanche et fêtes : 75/80 minutes. - Particularités : - Ligne effectuée par Keolis Touraine à certains services. - Le centre-ville de Rochecorbon n'est desservi qu'à certains services, rallongeant la ligne de deux kilomètres. A noter : les horaires des services concernés ne sont pas les mêmes dans les 2 sens de circulation. - En cas de travaux ou difficultés d'exploitation secteur Porte de Loire, la ligne peut être exploitée par le secteur Place Choiseul (tracé de la ligne 10 entre Place Choiseul et Golf). - Date de dernière mise à jour : 26 août 2019. |                                                                    |                                                                    |                                                                    |                                                                    |                                                                    |                                                                    |                                                                    |                                                                    |
| 54    | Dernière actualisation : — |                                                                    |                                                                    |                                                                    |                                                                    |                                                                    |                                                                    |                                                                    |                                                                    |
| 56    | Tours-Nord — Vaucanson ⥋ Chanceaux-sur-Choisille — Les Charmes | Tours-Nord — Vaucanson ⥋ Chanceaux-sur-Choisille — Les Charmes     | Tours-Nord — Vaucanson ⥋ Chanceaux-sur-Choisille — Les Charmes     | Tours-Nord — Vaucanson ⥋ Chanceaux-sur-Choisille — Les Charmes     | Tours-Nord — Vaucanson ⥋ Chanceaux-sur-Choisille — Les Charmes     | Tours-Nord — Vaucanson ⥋ Chanceaux-sur-Choisille — Les Charmes     | Tours-Nord — Vaucanson ⥋ Chanceaux-sur-Choisille — Les Charmes     | Tours-Nord — Vaucanson ⥋ Chanceaux-sur-Choisille — Les Charmes     | Tours-Nord — Vaucanson ⥋ Chanceaux-sur-Choisille — Les Charmes     |
| 56    | Ouverture / Fermeture années 1980 / — | Longueur 12,2 km                                                   | Durée 30 min                                                       | Nb. d’arrêts 26                                                    | Matériel Standards                                                 | Jours de fonctionnement L, Ma, Me, J, V, S, D                      | Jour / Soir / Nuit / Fêtes O / N / N / O                           | Voy. / an —                                                        | Exploitant Keolis Tours                                            |
| 56    | Desserte : - Villes et lieux desservis : Tours-Nord (Lycée Vaucanson, Centre Commercial de la Petite Arche), Notre-Dame-d'Oé (Salle Culturelle Oésia, Centre, Stade Municipal, Château de Mazières) et Chanceaux-sur-Choisille (Centre, Mairie, Centre Commercial). - Principaux arrêts desservis : N.C. - Stations desservies : Vaucanson, Marne. |                                                                    |                                                                    |                                                                    |                                                                    |                                                                    |                                                                    |                                                                    |                                                                    |
| 56    | Autre : - Fréquence : - En heures de pointe : 15/30 minutes en semaine et 30 minutes le samedi. - En journée : 60 minutes en semaine et 60 minutes le samedi. - En heures creuses : 60 minutes en semaine, 30/60 minutes le samedi. - Le dimanche, 4 départs uniquement sur réservation - Particularités : - Certaines courses ont pour origine/destination l'arrêt Saint Agathe. - Service des dimanches et fêtes effectué uniquement sur réservation - Ligne sous-traitée à Keolis Touraine. - Date de dernière mise à jour : 14 août 2024. |                                                                    |                                                                    |                                                                    |                                                                    |                                                                    |                                                                    |                                                                    |                                                                    |
| 56    | Dernière actualisation : — |                                                                    |                                                                    |                                                                    |                                                                    |                                                                    |                                                                    |                                                                    |                                                                    |
| 57    | Tours-Centre — Ursulines ⥋ Saint-Étienne-de-Chigny — Maurière | Tours-Centre — Ursulines ⥋ Saint-Étienne-de-Chigny — Maurière      | Tours-Centre — Ursulines ⥋ Saint-Étienne-de-Chigny — Maurière      | Tours-Centre — Ursulines ⥋ Saint-Étienne-de-Chigny — Maurière      | Tours-Centre — Ursulines ⥋ Saint-Étienne-de-Chigny — Maurière      | Tours-Centre — Ursulines ⥋ Saint-Étienne-de-Chigny — Maurière      | Tours-Centre — Ursulines ⥋ Saint-Étienne-de-Chigny — Maurière      | Tours-Centre — Ursulines ⥋ Saint-Étienne-de-Chigny — Maurière      | Tours-Centre — Ursulines ⥋ Saint-Étienne-de-Chigny — Maurière      |
| 57    | Ouverture / Fermeture septembre 2002 / — | Longueur 22,6 km                                                   | Durée 57 min                                                       | Nb. d’arrêts 39 (41)                                               | Matériel Standards                                                 | Jours de fonctionnement L, Ma, Me, J, V, S, D                      | Jour / Soir / Nuit / Fêtes O / N / N / O                           | Voy. / an —                                                        | Exploitant Keolis Tours Keolis Touraine                            |
| 57    | Desserte : - Villes et lieux desservis : Saint-Étienne-de-Chigny (Mairie), Luynes (Château, Centre, Stade Varenne), Fondettes (Port Vallière, ESPE, Pont de la Motte), Saint-Cyr-sur-Loire (Centre Psychiatrique Universitaire, Eglise Pont Napoléon) et Tours-Centre (Fac des Tanneurs, Porte de Loire, Château, Quai Malraux). - Principaux arrêts desservis : N.C. - Station desservie : Porte de Loire. |                                                                    |                                                                    |                                                                    |                                                                    |                                                                    |                                                                    |                                                                    |                                                                    |
| 57    | Autre : Fréquence : 5 à 6 départs par jour en semaine, 5 départs le samedi et 4 uniquement sur réservation le dimanche. - Particularités : - La ligne est prolongée jusqu'à Merluche sur réservation par le Résabus R57. - Ligne effectuée par un taxi-bus les dimanches et jours feriés. - Ligne sous-traitée à Keolis Touraine à certains services. - En cas de travaux ou difficultés d'exploitation secteur Porte de Loire, la ligne peut être exploitée par le secteur Place Choiseul (tracé de la ligne 10 entre Place Choiseul et Golf). - Date de dernière mise à jour : 26 février 2024. |                                                                    |                                                                    |                                                                    |                                                                    |                                                                    |                                                                    |                                                                    |                                                                    |
| 57    | Dernière actualisation : — |                                                                    |                                                                    |                                                                    |                                                                    |                                                                    |                                                                    |                                                                    |                                                                    |

#### Lignes de proximité
La ligne C1, comme Citadine 1, circule avec des minibus électriques construits par Bolloré dans les secteurs faiblement urbanisés ou difficiles d'accès.
La ligne C, le 26 septembre 2018, a connu un grave accident, le bus 203 s'étant retourné sur le flanc gauche, pour des raisons inexpliquées. La ligne fut interrompue plusieurs semaines, avant une reprise des circulations, partiellement, avec des minibus thermiques, puis complètement depuis le printemps 2019.
| Ligne | Caractéristiques | Caractéristiques                                       | Caractéristiques                                       | Caractéristiques                                       | Caractéristiques                                       | Caractéristiques                                       | Caractéristiques                                       | Caractéristiques                                       | Caractéristiques                                       |
| C1    | Tours-Centre — St-Augustin ⥋ Tours-Centre — Bretonneau | Tours-Centre — St-Augustin ⥋ Tours-Centre — Bretonneau | Tours-Centre — St-Augustin ⥋ Tours-Centre — Bretonneau | Tours-Centre — St-Augustin ⥋ Tours-Centre — Bretonneau | Tours-Centre — St-Augustin ⥋ Tours-Centre — Bretonneau | Tours-Centre — St-Augustin ⥋ Tours-Centre — Bretonneau | Tours-Centre — St-Augustin ⥋ Tours-Centre — Bretonneau | Tours-Centre — St-Augustin ⥋ Tours-Centre — Bretonneau | Tours-Centre — St-Augustin ⥋ Tours-Centre — Bretonneau |
| ----- | --- | ------------------------------------------------------ | ------------------------------------------------------ | ------------------------------------------------------ | ------------------------------------------------------ | ------------------------------------------------------ | ------------------------------------------------------ | ------------------------------------------------------ | ------------------------------------------------------ |
| C1    | Ouverture / Fermeture 31 août 2015 / — | Longueur —                                             | Durée 14 min                                           | Nb. d’arrêts 31                                        | Matériel Bluebus                                       | Jours de fonctionnement L, Ma, Me, J, V, S             | Jour / Soir / Nuit / Fêtes O / N / N / N               | Voy. / an —                                            | Exploitant Keolis Tours                                |
| C1    | Desserte : - Ville et lieux desservis : Tours-Centre (Bretonneau, Maison de la Solidarité, Halles, Grand Théâtre, Clinique Saint-Gatien, Cathédrale, Beaux Arts, Lycée Courier, Parc Mirabeau). - Principaux arrêts desservis : St Augustin • Nationale • Grand Marché • Victoire • Cathédrale "Cathédrale St Gatien" • Lycée Courier • Halles • Bretonneau. - Station desservie : Nationale. |                                                        |                                                        |                                                        |                                                        |                                                        |                                                        |                                                        |                                                        |
| C1    | Autre : - Fréquence : Toutes les 15 minutes du lundi au samedi. - Amplitudes horaires : La ligne circule du lundi au samedi de 7h15 à 18h55. - Particularités : De nombreux arrêts ne sont desservis que dans un seul sens. - Date de dernière mise à jour : 16 juin 2024. |                                                        |                                                        |                                                        |                                                        |                                                        |                                                        |                                                        |                                                        |
| C1    | Dernière actualisation : — |                                                        |                                                        |                                                        |                                                        |                                                        |                                                        |                                                        |                                                        |

#### Lignes scolaires
Ces lignes circulent uniquement aux horaires d'entrées et de sorties des cours, mais elles peuvent être emprunté par tous les usagers.
Depuis début 2023, ces services sont désormais assurés exclusivement en cars Filbleu
| Ligne | Caractéristiques | Caractéristiques                                                                                        | Caractéristiques                                                                                        | Caractéristiques                                                                                        | Caractéristiques                                                                                        | Caractéristiques                                                                                        | Caractéristiques                                                                                        | Caractéristiques                                                                                        | Caractéristiques                                                                                        |
| 66    | La Membrolle-sur-Choisille — Val Choisille ⥋ Tours-Nord — Lycée Vaucanson / Tours-Nord — Lycée Choiseul | La Membrolle-sur-Choisille — Val Choisille ⥋ Tours-Nord — Lycée Vaucanson / Tours-Nord — Lycée Choiseul | La Membrolle-sur-Choisille — Val Choisille ⥋ Tours-Nord — Lycée Vaucanson / Tours-Nord — Lycée Choiseul | La Membrolle-sur-Choisille — Val Choisille ⥋ Tours-Nord — Lycée Vaucanson / Tours-Nord — Lycée Choiseul | La Membrolle-sur-Choisille — Val Choisille ⥋ Tours-Nord — Lycée Vaucanson / Tours-Nord — Lycée Choiseul | La Membrolle-sur-Choisille — Val Choisille ⥋ Tours-Nord — Lycée Vaucanson / Tours-Nord — Lycée Choiseul | La Membrolle-sur-Choisille — Val Choisille ⥋ Tours-Nord — Lycée Vaucanson / Tours-Nord — Lycée Choiseul | La Membrolle-sur-Choisille — Val Choisille ⥋ Tours-Nord — Lycée Vaucanson / Tours-Nord — Lycée Choiseul | La Membrolle-sur-Choisille — Val Choisille ⥋ Tours-Nord — Lycée Vaucanson / Tours-Nord — Lycée Choiseul |
| ----- | --- | --- | --- | --- | --- | --- | --- | --- | --- |
| 66    | Ouverture / Fermeture — / — | Longueur —                                                                                              | Durée —                                                                                                 | Nb. d’arrêts —                                                                                          | Matériel Car                                                                                            | Jours de fonctionnement L, Ma, Me, J, V                                                                 | Jour / Soir / Nuit / Fêtes O / N / N / N                                                                | Voy. / an —                                                                                             | Exploitant Keolis Tours ou Keolis Touraine                                                              |
| 66    | Desserte : La Membrolle-sur-Choisille, Mettray et Tours (Lycée Vaucanson) - Principaux arrêts desservis : N.C. | | | | | | | | |
| 66    | Autre : - Fréquence : 2 départs par jour en semaine. - Amplitudes horaires : La ligne ne circule qu'aux horaires de début et de fin de cours. - Date de dernière mise à jour : 4 avril 2024.                                                  | | | | | | | | |
| 66    | Dernière actualisation : — | | | | | | | | |
| 67    | Vernou-sur-Brenne — Clos de Vernou ⥋ Tours-Centre — Lycée Vaucanson | Vernou-sur-Brenne — Clos de Vernou ⥋ Tours-Centre — Lycée Vaucanson                                     | Vernou-sur-Brenne — Clos de Vernou ⥋ Tours-Centre — Lycée Vaucanson                                     | Vernou-sur-Brenne — Clos de Vernou ⥋ Tours-Centre — Lycée Vaucanson                                     | Vernou-sur-Brenne — Clos de Vernou ⥋ Tours-Centre — Lycée Vaucanson                                     | Vernou-sur-Brenne — Clos de Vernou ⥋ Tours-Centre — Lycée Vaucanson                                     | Vernou-sur-Brenne — Clos de Vernou ⥋ Tours-Centre — Lycée Vaucanson                                     | Vernou-sur-Brenne — Clos de Vernou ⥋ Tours-Centre — Lycée Vaucanson                                     | Vernou-sur-Brenne — Clos de Vernou ⥋ Tours-Centre — Lycée Vaucanson                                     |
| 67    | Ouverture / Fermeture — / — | Longueur —                                                                                              | Durée —                                                                                                 | Nb. d’arrêts 34                                                                                         | Matériel Car                                                                                            | Jours de fonctionnement L, Ma, Me, J, V, S                                                              | Jour / Soir / Nuit / Fêtes O / N / N / N                                                                | Voy. / an —                                                                                             | Exploitant Keolis Tours ou Keolis Touraine                                                              |
| 67    | Desserte : Vernou-sur-Brenne, Vouvray, Rochecorbon et Tours (Lycée Vaucanson et Collège de Ronsart) - Principaux arrêts desservis : N.C. | | | | | | | | |
| 67    | Autre : - Fréquence : 2 départs par jour en semaine. - Amplitudes horaires : La ligne ne circule qu'aux horaires de début et de fin de cours. - Date de dernière mise à jour : 4 avril 2024.                                                  | | | | | | | | |
| 67    | Dernière actualisation : — | | | | | | | | |
| 68    | Luynes — Vaugareau ⥋ Tours-Nord — Lycée Vaucanson | Luynes — Vaugareau ⥋ Tours-Nord — Lycée Vaucanson                                                       | Luynes — Vaugareau ⥋ Tours-Nord — Lycée Vaucanson                                                       | Luynes — Vaugareau ⥋ Tours-Nord — Lycée Vaucanson                                                       | Luynes — Vaugareau ⥋ Tours-Nord — Lycée Vaucanson                                                       | Luynes — Vaugareau ⥋ Tours-Nord — Lycée Vaucanson                                                       | Luynes — Vaugareau ⥋ Tours-Nord — Lycée Vaucanson                                                       | Luynes — Vaugareau ⥋ Tours-Nord — Lycée Vaucanson                                                       | Luynes — Vaugareau ⥋ Tours-Nord — Lycée Vaucanson                                                       |
| 68    | Ouverture / Fermeture — / — | Longueur —                                                                                              | Durée —                                                                                                 | Nb. d’arrêts —                                                                                          | Matériel Car                                                                                            | Jours de fonctionnement L, Ma, Me, J, V                                                                 | Jour / Soir / Nuit / Fêtes O / N / N / N                                                                | Voy. / an —                                                                                             | Exploitant Keolis Tours ou Keolis Touraine                                                              |
| 68    | Desserte : Luynes, Fondettes, Saint-Cyr-sur-Loire et Tours (Collège & Lycée Saint-Grégoire et Lycée Vaucanson) - Principaux arrêts desservis : N.C.                                                                                           | | | | | | | | |
| 68    | Autre : - Fréquence : - Amplitudes horaires : La ligne ne circule qu'aux horaires de début et de fin de cours. - Date de dernière mise à jour : 4 août 2024.                                                                                  | | | | | | | | |
| 68    | Dernière actualisation : — | | | | | | | | |
| 69    | Ballan-Miré — Ballan Gare ⥋ Tours-Sud — Lycée Grandmont | Ballan-Miré — Ballan Gare ⥋ Tours-Sud — Lycée Grandmont                                                 | Ballan-Miré — Ballan Gare ⥋ Tours-Sud — Lycée Grandmont                                                 | Ballan-Miré — Ballan Gare ⥋ Tours-Sud — Lycée Grandmont                                                 | Ballan-Miré — Ballan Gare ⥋ Tours-Sud — Lycée Grandmont                                                 | Ballan-Miré — Ballan Gare ⥋ Tours-Sud — Lycée Grandmont                                                 | Ballan-Miré — Ballan Gare ⥋ Tours-Sud — Lycée Grandmont                                                 | Ballan-Miré — Ballan Gare ⥋ Tours-Sud — Lycée Grandmont                                                 | Ballan-Miré — Ballan Gare ⥋ Tours-Sud — Lycée Grandmont                                                 |
| 69    | Ouverture / Fermeture — / — | Longueur —                                                                                              | Durée —                                                                                                 | Nb. d’arrêts —                                                                                          | Matériel Car                                                                                            | Jours de fonctionnement L, Ma, Me, J, V, S                                                              | Jour / Soir / Nuit / Fêtes O / N / N / N                                                                | Voy. / an —                                                                                             | Exploitant Keolis Tours ou Transdev Touraine                                                            |
| 69    | Desserte : Ballan-Miré, Joué-lès-Tours et Tours (Lycées Grandmont et Laloux, Collège Rameau et Fac Grandmont) - Principaux arrêts desservis : N.C.                                                                                            | | | | | | | | |
| 69    | Autre : - Fréquence : 2 départs par jour en semaine. - Amplitudes horaires : La ligne ne circule qu'aux horaires de début et de fin de cours et ne circule pas pendant les vacances scolaires. - Date de dernière mise à jour : 4 avril 2024. | | | | | | | | |
| 69    | Dernière actualisation : — | | | | | | | | |
| 70    | Tours-Nord — MFR Rougemont ⥋ Tours-Centre — Gare de Tours | Tours-Nord — MFR Rougemont ⥋ Tours-Centre — Gare de Tours                                               | Tours-Nord — MFR Rougemont ⥋ Tours-Centre — Gare de Tours                                               | Tours-Nord — MFR Rougemont ⥋ Tours-Centre — Gare de Tours                                               | Tours-Nord — MFR Rougemont ⥋ Tours-Centre — Gare de Tours                                               | Tours-Nord — MFR Rougemont ⥋ Tours-Centre — Gare de Tours                                               | Tours-Nord — MFR Rougemont ⥋ Tours-Centre — Gare de Tours                                               | Tours-Nord — MFR Rougemont ⥋ Tours-Centre — Gare de Tours                                               | Tours-Nord — MFR Rougemont ⥋ Tours-Centre — Gare de Tours                                               |
| 70    | Ouverture / Fermeture — / — | Longueur —                                                                                              | Durée 12 min                                                                                            | Nb. d’arrêts 10                                                                                         | Matériel Car                                                                                            | Jours de fonctionnement L, Ma, Me, J, V                                                                 | Jour / Soir / Nuit / Fêtes O / N / N / N                                                                | Voy. / an —                                                                                             | Exploitant Keolis Tours                                                                                 |
| 70    | Desserte : Tours (Collège - Lycée Marmoutier) - Principaux arrêts desservis : N.C. | | | | | | | | |
| 70    | Autre : - Fréquence : 2/3 départs par jour en semaine. - Amplitudes horaires : La ligne ne circule qu'aux horaires de début et de fin de cours. - Date de dernière mise à jour : 4 aout 2024.                                                 | | | | | | | | |
| 70    | Dernière actualisation : — | | | | | | | | |

#### Lignes spéciales
Les lignes 71 à 73 offrent des liaisons directes aux principales heures d'entrée et de sortie des campus, des collèges et lycées, ainsi que des dessertes spécifiques pour la nécropole d'Esvres, Anais de Mettray, Le santé Vinci et la Petite Madeleine.
| Ligne | Caractéristiques | Caractéristiques                                                          | Caractéristiques                                                          | Caractéristiques                                                          | Caractéristiques                                                          | Caractéristiques                                                          | Caractéristiques                                                          | Caractéristiques                                                          | Caractéristiques                                                          |
| 71    | Saint-Pierre-des-Corps - Atlantes ⥋ Chambray-lès-Tours - Petite Madeleine | Saint-Pierre-des-Corps - Atlantes ⥋ Chambray-lès-Tours - Petite Madeleine | Saint-Pierre-des-Corps - Atlantes ⥋ Chambray-lès-Tours - Petite Madeleine | Saint-Pierre-des-Corps - Atlantes ⥋ Chambray-lès-Tours - Petite Madeleine | Saint-Pierre-des-Corps - Atlantes ⥋ Chambray-lès-Tours - Petite Madeleine | Saint-Pierre-des-Corps - Atlantes ⥋ Chambray-lès-Tours - Petite Madeleine | Saint-Pierre-des-Corps - Atlantes ⥋ Chambray-lès-Tours - Petite Madeleine | Saint-Pierre-des-Corps - Atlantes ⥋ Chambray-lès-Tours - Petite Madeleine | Saint-Pierre-des-Corps - Atlantes ⥋ Chambray-lès-Tours - Petite Madeleine |
| ----- | --- | ------------------------------------------------------------------------- | ------------------------------------------------------------------------- | ------------------------------------------------------------------------- | ------------------------------------------------------------------------- | ------------------------------------------------------------------------- | ------------------------------------------------------------------------- | ------------------------------------------------------------------------- | ------------------------------------------------------------------------- |
| 71    | Ouverture / Fermeture 26 août 2024 / — | Longueur —                                                                | Durée —                                                                   | Nb. d’arrêts 6                                                            | Matériel —                                                                | Jours de fonctionnement Me, S                                             | Jour / Soir / Nuit / Fêtes O / N / N / N                                  | Voy. / an —                                                               | Dépôt —                                                                   |
| 71    | Desserte : Tours-Sud et Chambray-lès-Tours - Principaux arrêts desservis : Petite Madeleine • Atlantes. |                                                                           |                                                                           |                                                                           |                                                                           |                                                                           |                                                                           |                                                                           |                                                                           |
| 71    | Autre : - Fréquence : Un bus toutes les 20 minutes de 13h à 19h. - Amplitudes horaires : La ligne circule que les mercredis et les samedis après midi. - Date de dernière mise à jour : 19 avril 2025. |                                                                           |                                                                           |                                                                           |                                                                           |                                                                           |                                                                           |                                                                           |                                                                           |
| 71    | Dernière actualisation : — |                                                                           |                                                                           |                                                                           |                                                                           |                                                                           |                                                                           |                                                                           |                                                                           |
| 72    | Chambray-lès-Tours — Santé Vinci ⥋ Tours-Centre — Gare de Tours | Chambray-lès-Tours — Santé Vinci ⥋ Tours-Centre — Gare de Tours           | Chambray-lès-Tours — Santé Vinci ⥋ Tours-Centre — Gare de Tours           | Chambray-lès-Tours — Santé Vinci ⥋ Tours-Centre — Gare de Tours           | Chambray-lès-Tours — Santé Vinci ⥋ Tours-Centre — Gare de Tours           | Chambray-lès-Tours — Santé Vinci ⥋ Tours-Centre — Gare de Tours           | Chambray-lès-Tours — Santé Vinci ⥋ Tours-Centre — Gare de Tours           | Chambray-lès-Tours — Santé Vinci ⥋ Tours-Centre — Gare de Tours           | Chambray-lès-Tours — Santé Vinci ⥋ Tours-Centre — Gare de Tours           |
| 72    | Ouverture / Fermeture 1er septembre 2014 / — | Longueur —                                                                | Durée 26 min                                                              | Nb. d’arrêts 17                                                           | Matériel Articulés                                                        | Jours de fonctionnement L, Ma, Me, J, V                                   | Jour / Soir / Nuit / Fêtes O / N / N / N                                  | Voy. / an —                                                               | Exploitant Keolis Tours                                                   |
| 72    | Desserte : Chambray-lès-Tours et Tours-Centre - Principaux arrêts desservis : Santé Vinci • Chambray 2 Sud • Chambray 2 • Beethoven • Verdun • Liberté • Boisdenier • Gare de Tours |                                                                           |                                                                           |                                                                           |                                                                           |                                                                           |                                                                           |                                                                           |                                                                           |
| 72    | Autre : - Fréquence : 7 départs par jour en semaine. - Amplitudes horaires : La ligne ne circule qu'aux horaires de début et de fin de cours. - Date de dernière mise à jour : 4 août 2024. |                                                                           |                                                                           |                                                                           |                                                                           |                                                                           |                                                                           |                                                                           |                                                                           |
| 72    | Dernière actualisation : — |                                                                           |                                                                           |                                                                           |                                                                           |                                                                           |                                                                           |                                                                           |                                                                           |
| 73    | Tours-Centre — Gare de Tours ⥋ Mettray — Moulin Maillet | Tours-Centre — Gare de Tours ⥋ Mettray — Moulin Maillet                   | Tours-Centre — Gare de Tours ⥋ Mettray — Moulin Maillet                   | Tours-Centre — Gare de Tours ⥋ Mettray — Moulin Maillet                   | Tours-Centre — Gare de Tours ⥋ Mettray — Moulin Maillet                   | Tours-Centre — Gare de Tours ⥋ Mettray — Moulin Maillet                   | Tours-Centre — Gare de Tours ⥋ Mettray — Moulin Maillet                   | Tours-Centre — Gare de Tours ⥋ Mettray — Moulin Maillet                   | Tours-Centre — Gare de Tours ⥋ Mettray — Moulin Maillet                   |
| 73    | Ouverture / Fermeture — / — | Longueur —                                                                | Durée 30 min                                                              | Nb. d’arrêts 20                                                           | Matériel Standards                                                        | Jours de fonctionnement L, Ma, Me, J, V                                   | Jour / Soir / Nuit / Fêtes O / N / N / N                                  | Voy. / an —                                                               | Exploitant Keolis Tours, Keolis Touraine                                  |
| 73    | Desserte : Tours-Centre, Tours-Nord et Mettray - Principaux arrêts desservis : N.C. |                                                                           |                                                                           |                                                                           |                                                                           |                                                                           |                                                                           |                                                                           |                                                                           |
| 73    | Autre : - Fréquence : 2 départs par jour en semaine. - Amplitudes horaires : La ligne ne circule qu'aux horaires d'embauche et débauche du personnels. - Particularités : Ligne sous-traitée à Keolis Touraine ou à Grosbois - Date de dernière mise à jour : 4 août 2024.                                                                       |                                                                           |                                                                           |                                                                           |                                                                           |                                                                           |                                                                           |                                                                           |                                                                           |
| 73    | Dernière actualisation : — |                                                                           |                                                                           |                                                                           |                                                                           |                                                                           |                                                                           |                                                                           |                                                                           |
| R12   | Tours-Centre — Gare de Tours ⥋ Esvres-sur-Indre — Nécropole d'Esvres | Tours-Centre — Gare de Tours ⥋ Esvres-sur-Indre — Nécropole d'Esvres      | Tours-Centre — Gare de Tours ⥋ Esvres-sur-Indre — Nécropole d'Esvres      | Tours-Centre — Gare de Tours ⥋ Esvres-sur-Indre — Nécropole d'Esvres      | Tours-Centre — Gare de Tours ⥋ Esvres-sur-Indre — Nécropole d'Esvres      | Tours-Centre — Gare de Tours ⥋ Esvres-sur-Indre — Nécropole d'Esvres      | Tours-Centre — Gare de Tours ⥋ Esvres-sur-Indre — Nécropole d'Esvres      | Tours-Centre — Gare de Tours ⥋ Esvres-sur-Indre — Nécropole d'Esvres      | Tours-Centre — Gare de Tours ⥋ Esvres-sur-Indre — Nécropole d'Esvres      |
| R12   | Ouverture / Fermeture août 2022 / — | Longueur —                                                                | Durée 36 min                                                              | Nb. d’arrêts 26                                                           | Matériel Taxi-Bus                                                         | Jours de fonctionnement Me, V, D                                          | Jour / Soir / Nuit / Fêtes O / N / N / O                                  | Voy. / an —                                                               | Exploitant Keolis Touraine ou Transdev Touraine                           |
| R12   | Desserte : Tours-Centre, Chambray-lès-Tours et Esvres - Principaux arrêts desservis :Tours Gare de tours, Tours-Centre Verdun, Tours-Sud Lac, Chambray-lès-Tours Dujardin, Esvres Nécropole d'esvres N.C. |                                                                           |                                                                           |                                                                           |                                                                           |                                                                           |                                                                           |                                                                           |                                                                           |
| R12   | Autre : - Cette ligne dessert la Nécropole d'Esvres. - Fréquence : 1 à 2 départs par jour le mercredi, vendredi et dimanche. - Amplitudes horaires : La ligne circule l'après-midi uniquement, entre 14h et 18h. - Particularités : Ligne sous-traitée à Keolis Touraine , où à Transdev Touraine. - Date de dernière mise à jour : 2 aout 2024. |                                                                           |                                                                           |                                                                           |                                                                           |                                                                           |                                                                           |                                                                           |                                                                           |
| R12   | Dernière actualisation : — |                                                                           |                                                                           |                                                                           |                                                                           |                                                                           |                                                                           |                                                                           |                                                                           |

### Transports de personnes handicapées
Fil blanc (typographié « Fil Blanc ») est un service de transport en commun de l’agglomération française de Tours destiné aux personnes à mobilités réduites ou malvoyantes qui ne peuvent pas emprunter le réseau urbain Fil bleu, géré par Tours Métropole Val de Loire.
Bien que la police d'écriture et les couleurs des véhicules utilisés par Fil Blanc rappellent la livrée de Fil Bleu, ce réseau est géré par Transdev et il n'existe pas de synergies entre les deux réseaux.

## Identité visuelle

### Livrée des véhicules
La livrée extérieure et intérieure du bus fut présentée au public le 29 novembre 2010, les bus sont bleu Klein et d'un kaléidoscope bleu Klein sur le côté et sur l’arrière du bus. Le côté des portes est de couleur noir effet "miroir". Un programme de rénovation, commencé en 2011, a pu faire passer l'intégralité du parc aux nouvelles couleurs en 2013, excepté les bus fonctionnant au gaz et ceux qui seront reformés avant début 2016, étant encore sous la livrée "vert d'eau", en attendant leur réforme.
Ces deux livrées furent créées par l'agence RCP Design Global, agence qui participa également au design du Tramway de Tours, à la précédente rénovation des RER C et RER D, ainsi que les autres trains d'Ile-de-France SNCF Transilien et à la livrée extérieur/intérieur du BHNS du Mans.
Le tramway de Tours possède quant à lui une livrée argent effet "miroir" et des bandes noires et blanc sur les portes doubles de Daniel Buren.
Les lignes Citadine ont une couleur blanche, avec quelques motifs verts reprenant la thématique des prises électriques.

## Intermodalité

### Parking relais
Il est possible à partir de 2,70 € de laisser sa voiture sur un parking gardienné (gratuit pour les abonnés) et il est remis à tous les passagers (jusqu'à 4) des tickets de transports valables toute la journée sur le réseau.
Il y a un surcoût de 10 centimes par personne ne possédant pas de support, qu'il s'agisse d'un ticket sans Contact ou d'une carte JVMalin.
Ces parkings sont au nombre de 7 et sont situés à moins de 8 minutes en tram ou en bus du centre-ville, via la ligne A ou Tempo.

### Navette ferroviaire
Cette ligne est proposée en partenariat avec la SNCF et permet aux clients Fil bleu ou SNCF la liaison entre la Gare de Tours et la Gare de Saint-Pierre-des-Corps sans utiliser les lignes urbaines 5, 11 ou 16.
La « Navette » est accessible aux détenteurs d'un billet SNCF ou d'une carte à puce ou cartonnée du réseau urbain à valider sur les quais.
Les relations sont assurées en X72500 en semaine, et en AGC le weekend.

### Velociti
Velociti est un système de location longue durée proposé par Fil bleu pour favoriser la pratique du vélo dans l'agglomération de Tours. Les abonnements sont souscrits pour une durée de 3 mois minimum et de 5 mois maximum, et les abonnés Maxi Fil (abonnement mensuel au réseau de bus) disposent de réductions. 12000 vélos de ville sont disponibles à la location.
Depuis fin 2015, des vélos pliants sont disponibles à la location. Ceux-ci offrent la possibilité, une fois pliés, un accès aux bus là où seul le tramway est accessible aux vélos classiques.

### Citiz Tours
Les véhicules Citiz Tours, anciennement Autociti, sillonnent l’agglo depuis avril 2012. Ce service d’auto partage permet de disposer d’une voiture en libre-service, 24 h/24 et sept jours sur sept pour des déplacements d’une heure à un week-end. Chaque abonné dispose d’une carte et d’un code confidentiel qui lui permet d’ouvrir et de démarrer la voiture ; il paie en fonction de la durée et de la distance parcourue. Le prix inclus le carburant, l’assistance et l’assurance.

### Calèche
Une ligne exploitée en calèche circule dans le centre-ville de Tours. Le départ et l'arrivée se trouvent au niveau de la place François-Sicard. Elle n'est exploitée qu’à certaines périodes de l’année (principalement l'été), du mardi au samedi et le dimanche après-midi.

## Parc de véhicules
Après avoir fait l'achat à la fin des années 1990 de nombreux autobus fonctionnant au GPL, Fil bleu s'est recentré vers des modes de propulsion plus classiques en raison de l'arrêt par DAF de la production des moteurs GPL. Les derniers bus au GPL ont été réformés à l'été 2016.
En mai 2025, le réseau est exploité à l'aide de 21 tramways (40 en 2028) et 209 véhicules dont 83 articulés, 120 standards, 6 minibus, Au sein de cette flotte, 5 bus fonctionnent au hybride Diesel-électrique et 35 bus fonctionnent au gaz naturel, les autres véhicules sont équipés de moteurs Diesel.

### Keolis Tours

#### Tramways

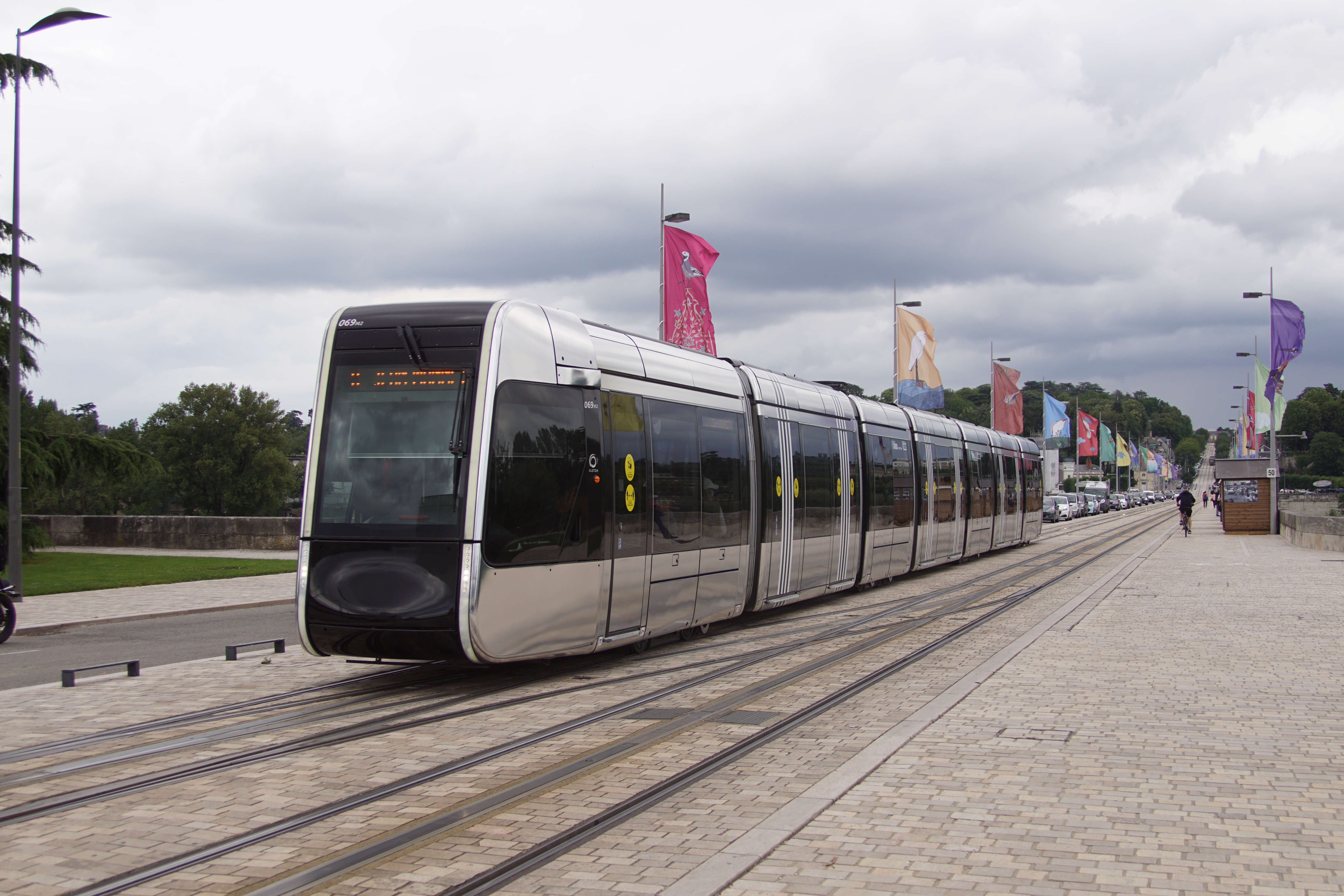
Alstom Citadis 402 no 69 sur la ligne A de la station Nationale.

| Constructeur | Modèle      | Nombre | Numéros de parc | Période de mise en service | Affectation | Observation                                         |
| ------------ | ----------- | ------ | --------------- | -------------------------- | ----------- | --------------------------------------------------- |
| Alstom       | Citadis 402 | 21     | 51-71           | Août 2013                  | A           | Accessibles aux personnes à mobilité réduite (PMR). |
| CAF          | Urbos 100   | 19     | inconnu         | Entre 2027 et 2028         | A et B      | Accessibles aux personnes à mobilité réduite (PMR). |

#### Bus articulés

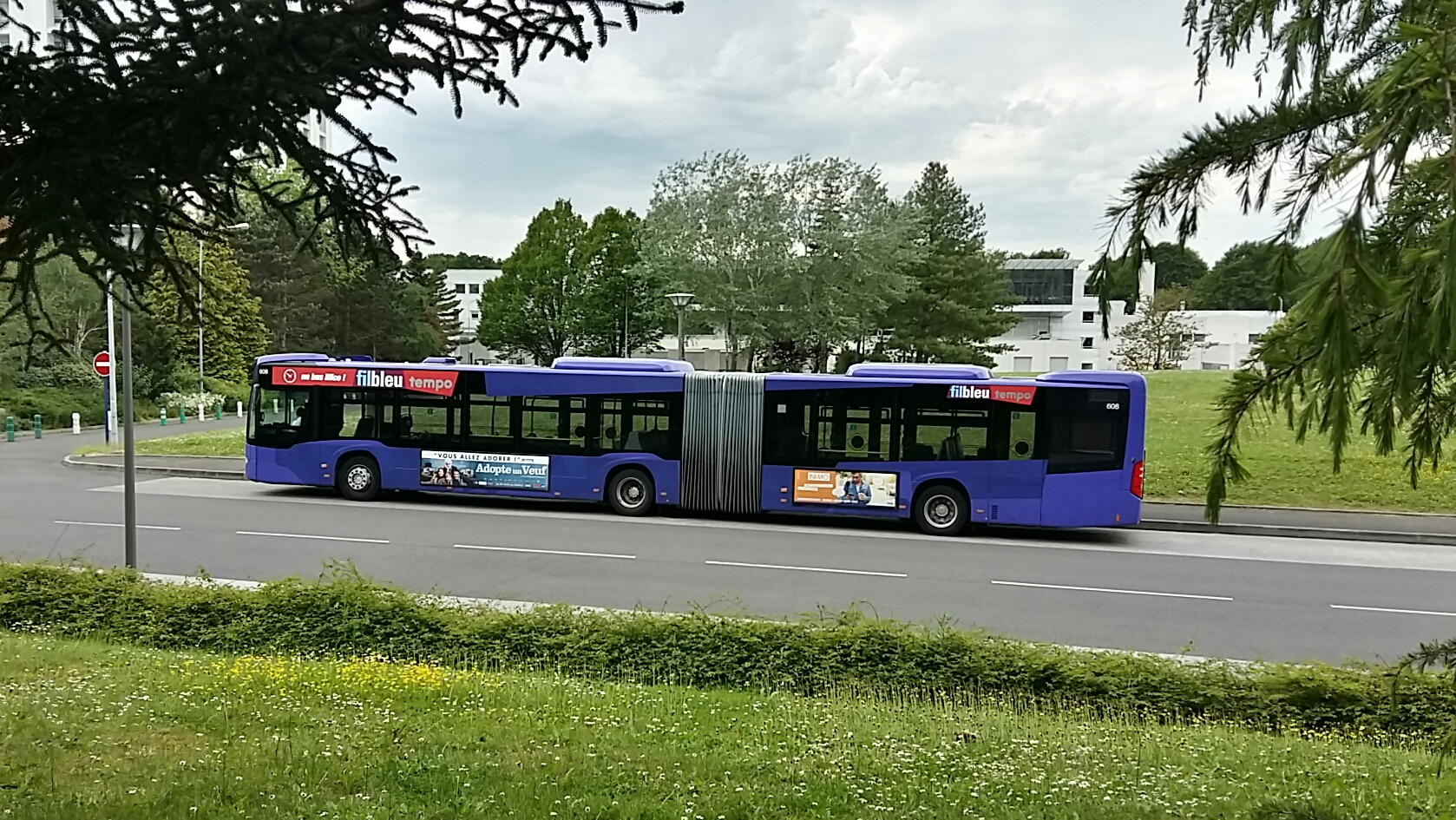
BHNS Tempo no 608 au CHU Trousseau.

Le parc de la ligne à haut niveau de service Tempo 2 est constitué des autobus no 612 à 616 et de 701 à 715.
| Constructeur  | Modèle               | Nombre | Numéros de parc | Période de mise en service         | Affectation            | Observation                                                                                    |
| ------------- | -------------------- | ------ | --- | ---------------------------------- | ---------------------- | ---------------------------------------------------------------------------------------------- |
| Mercedes-Benz | Citaro G C1          | 2      | 323, 325 | novembre 2004                      | 5 10 11 16 30 50 54 83 | Série en cours de réforme.                                                                     |
| Mercedes-Benz | Citaro G C1 Facelift | 33     | 327, 328, 329, 331, 333, 334, 335, 337, 338, 339, 340, 341, 342, 343, 344, 345, 346, 347, 348, 349, 350, 351, 352, 353, 354, 355, 356, 357, 358, 359, 360, 361, 362 | Entre janvier 2007 à mai 2011      | 5 10 11 16 30 50 54    | Absence d'un bus numéroté 330, sans explication à ce jour.                                     |
| Mercedes-Benz | Citaro G C2          | 16     | 601-616 | Entre avril 2014 et septembre 2019 | 2 5 10 11 16 30 50 54  | Les cinq derniers bus arrivés ont des girouettes à diodes blanches. L'ensemble de ces autobus. |
| Solaris       | Urbino 18            | 16     | 621-636 | Entre avril 2015 et septembre 2016 | 5 10 11 16 30 50 54    | –                                                                                              |
| Scania        | Citywide LFA II GNV  | 15     | 701-715 | Janvier 2024                       | 2                      | –                                                                                              |

#### Bus standards

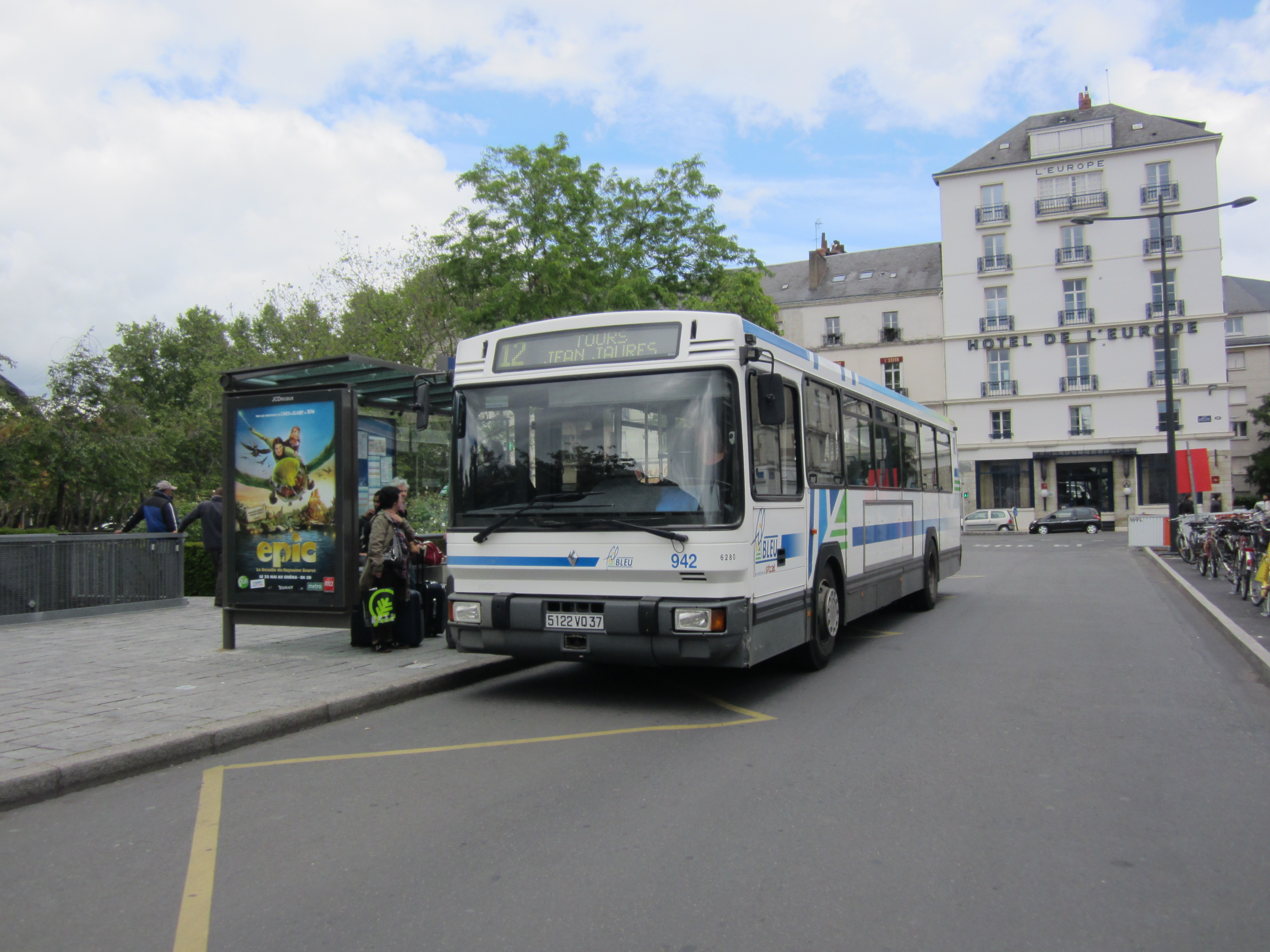
Renault PR112 devant la gare de Tours en attente de départ, désormais réformé.

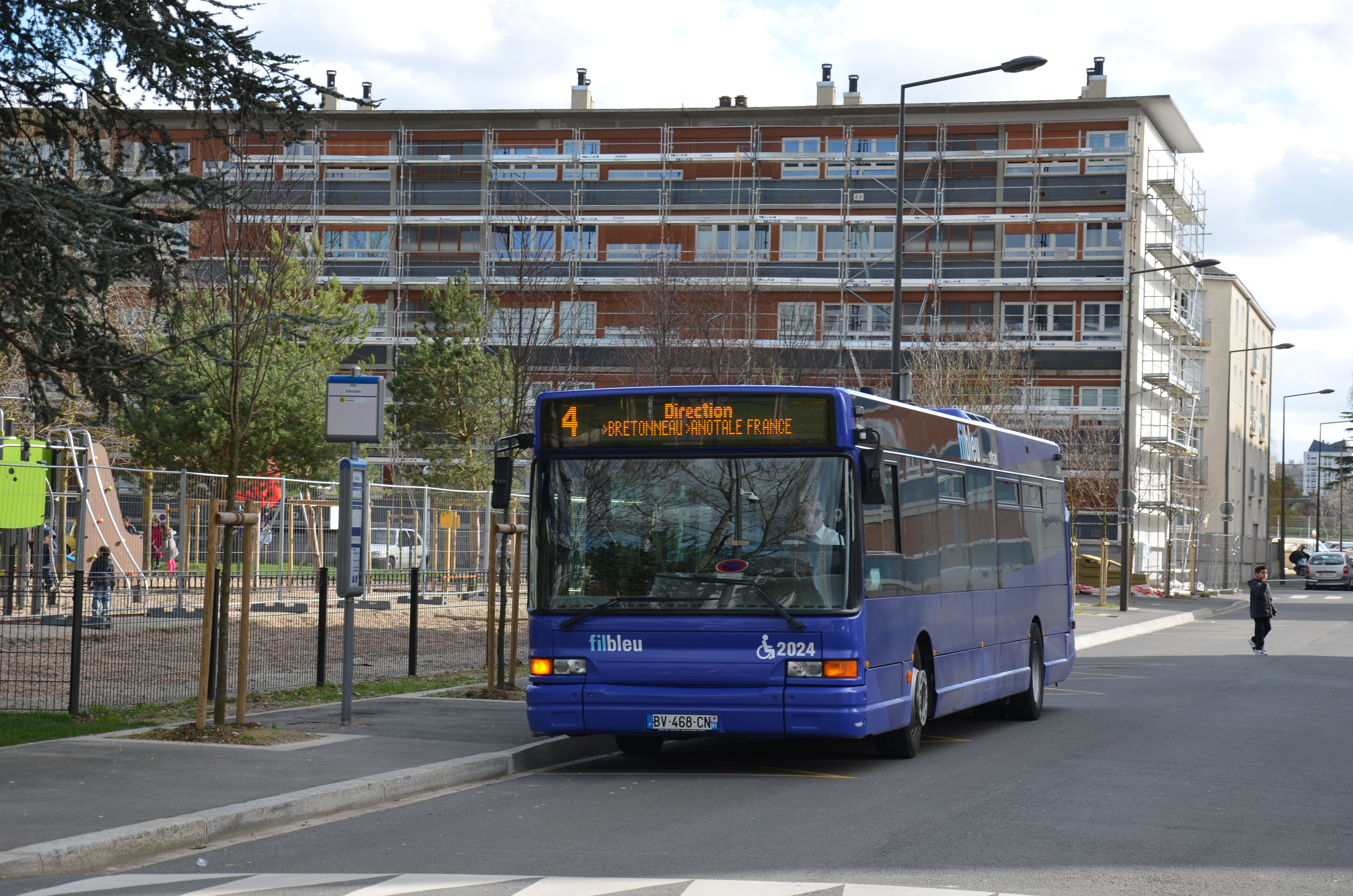
Heuliez GX317 sur l'ancienne ligne 4, en attente de départ à l'arrêt St Paul départ sens Vénien.Ce bus appartenait à la société Kéolis Touraine.

| Constructeur | Modèle             | Nombre | Numéros de parc                              | Période de mise en service                                           | Affectation                                                     | Observation |
| ------------ | ------------------ | ------ | -------------------------------------------- | -------------------------------------------------------------------- | --------------------------------------------------------------- | --- |
| Scania       | Citywide           | 28     | 140-167                                      | Entre mars 2015 et août 2016                                         | 3 4 10 11 12 14 15 16 17 18 19 30 31 32 34 35 36 50 53 54 56 57 | L'ensemble de ces bus possèdent des diodes blanches. |

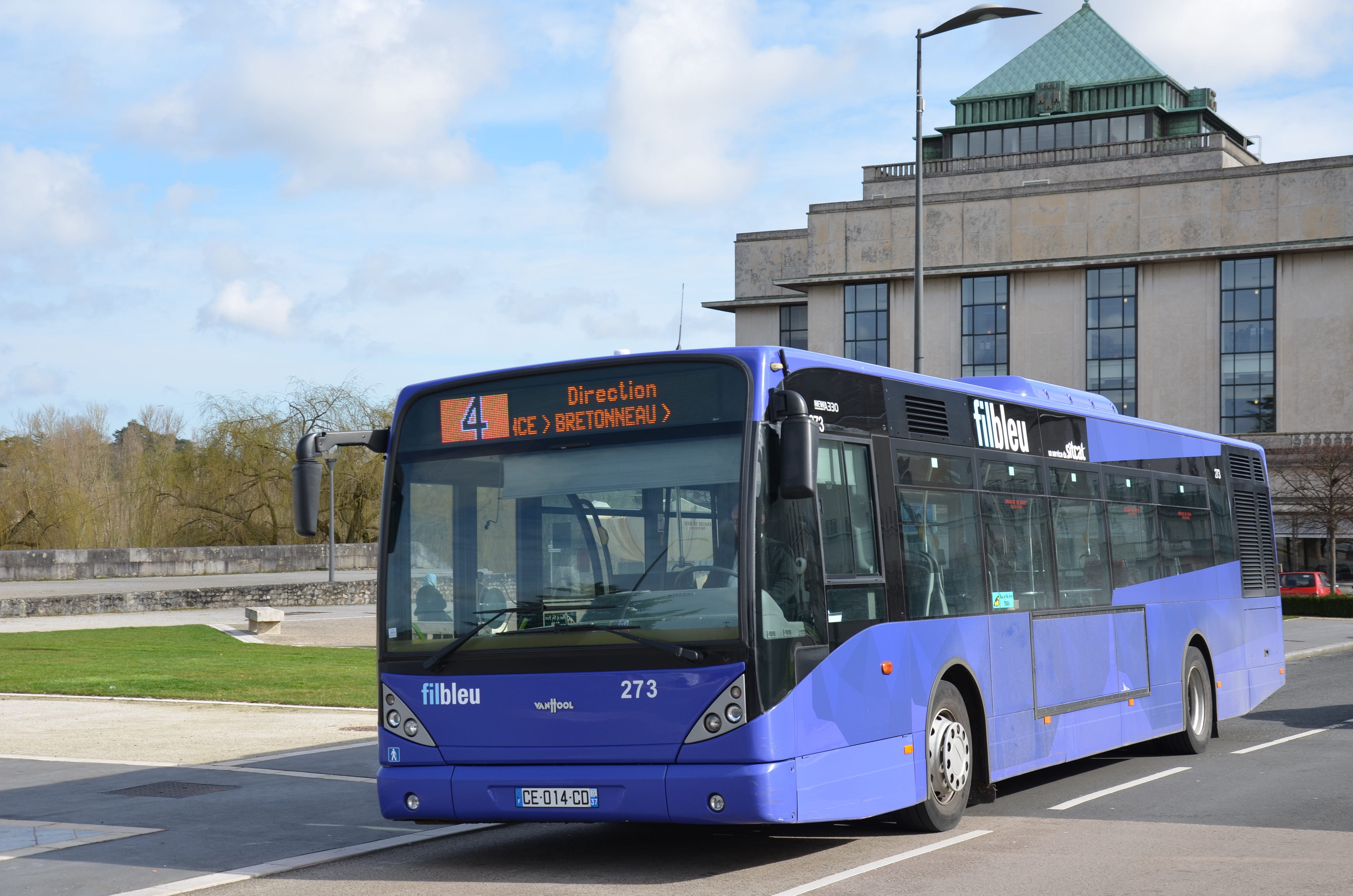
Van Hool New A330 no 273 sur la ligne 4.

| Scania       | Citywide LF II GNV | 30     | 501-530                                      | Entre mai 2022 à juillet 2023                                        | 3 4 10 11 12 14 15 16 17 18 19 30 31 32 34 35 36 50 53 54 56 57 | L'ensemble de ces bus possèdent des diodes blanches. Ces bus arborent une nouvelle livrée Fil Bleu verte, grise et noire dotée de colonnes noires & blanches sur les portes. |
| Van Hool     | New A330           | 29     | 110-130, 284-285, 287-288, 290, 292-293, 295 | Entre novembre 2004 à octobre 2007 puis décembre 2010 à juillet 2011 | 3 4 10 11 12 14 15 16 17 18 19 30 31 32 34 35 36 50 53 54 56 57 | Série en cours de réforme. |

#### Minibus

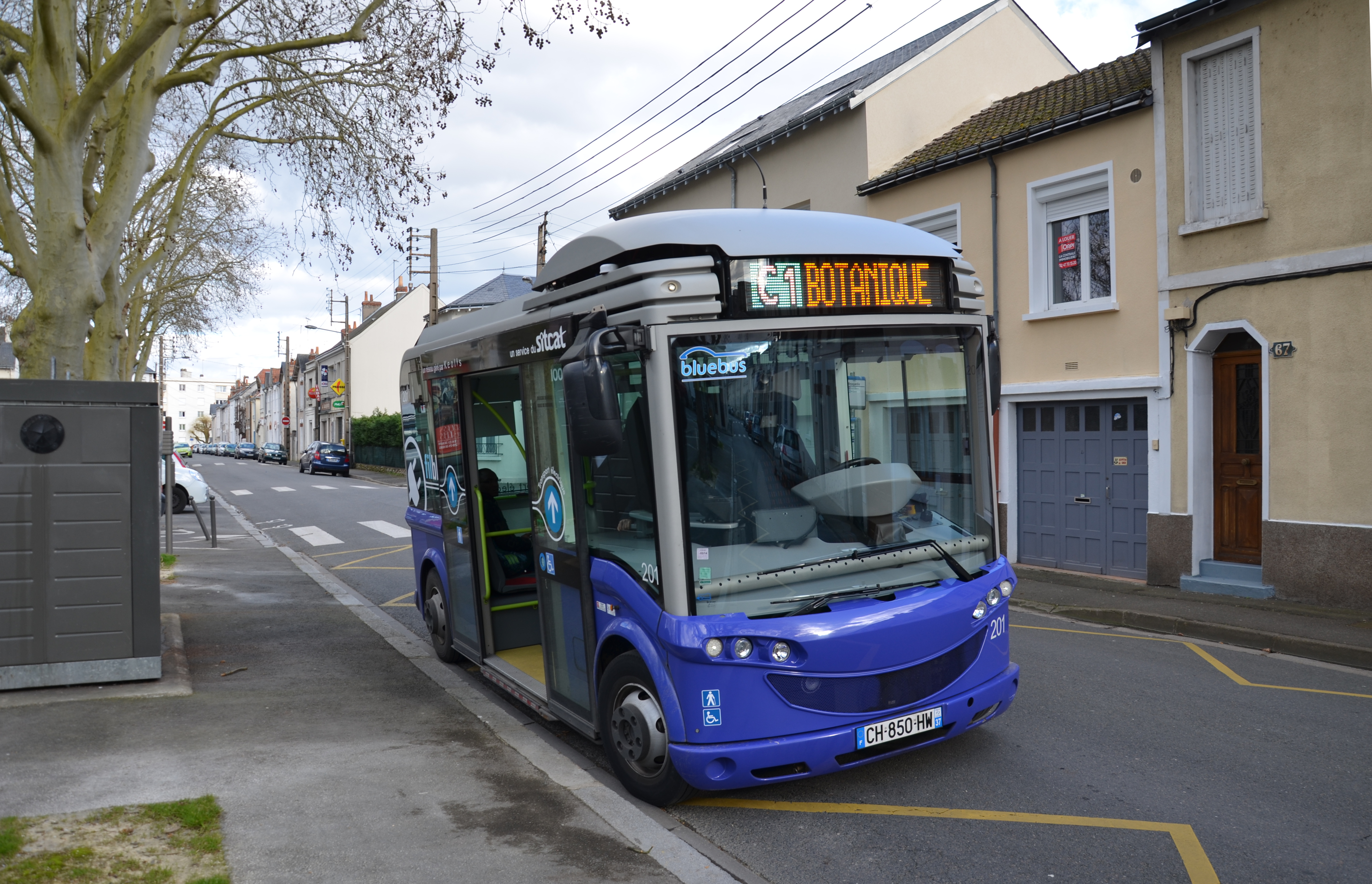
BlueBus sur l'ancienne ligne C1.

| Constructeur | Modèle     | Nombre | Numéros de parc | Période de mise en service | Affectation | Observation                                                                       |
| ------------ | ---------- | ------ | --------------- | -------------------------- | ----------- | --------------------------------------------------------------------------------- |
| Bolloré      | Bluebus 6m | 1      | 205             | Mai 2018                   | C1          | Le bus 205 est un ancien bus de démonstration utilisé en Turquie.                 |
| Gruau        | Microbus   | 5      | 201-204         | Juillet 2012               | C1          | Le bus 203 fut victime d'un grave accident en 2018, entrainant sa reconstruction. |

### Transdev Touraine

#### Bus standards
| Constructeur  | Modèle             | Nombre | Numéros de parc | Période de mise en service          | Affectation                 | Observation                                          |
| ------------- | ------------------ | ------ | --------------- | ----------------------------------- | --------------------------- | ---------------------------------------------------- |
| Heuliez Bus   | GX 337             | 1      | 980             | Décembre 2017                       | 3 4 10 11 15 16 30 31 34 57 | –                                                    |
| Irisbus       | Citelis 12         | 2      | 976-977         | Octobre 2010                        | 3 4 10 11 15 16 30 31 34 57 | Ex-Compiègne.                                        |
| Iveco Bus     | Crossway LE City   | 2      | 981-982         | Avril 2020                          | 12 30 31                    | Bus climatisés.                                      |
| Mercedes-Benz | Citaro C1 Facelift | 2      | 974-975         | Novembre 2013                       | 3 4 10 11 15 16 30 31 34 57 | –                                                    |
| Mercedes-Benz | Citaro C2 €5       | 1      | 979             | Octobre 2013                        | 3 4 10 11 15 16 30 31 34 57 | Bus utilisé auparavant sur le réseau Bus de l'Étang. |
| Mercedes-Benz | Citaro C2 €6       | 2      | 978, 983        | Entre novembre 2015 et Octobre 2021 | 3 4 10 11 15 16 30 31 34 57 | –                                                    |
| Mercedes-Benz | Conecto II LF      | 2      | 984-985         | Mars 2024                           | 3 4 10 11 15 16 30 31 34 57 | –                                                    |

### Keolis Touraine

#### Bus standards
| Constructeur  | Modèle             | Nombre | Numéros de parc  | Période de mise en service         | Affectation                                        | Observation |
| ------------- | ------------------ | ------ | ---------------- | ---------------------------------- | -------------------------------------------------- | ----------- |
| Irisbus       | Crossway LE Line   | 3      | 2033-2035        | Août 2013                          | 12 51 52 53 56 57                                  | –           |
| Mercedes-Benz | Citaro C1 Facelift | 3      | 2008, 2013, 2036 | Entre octobre 2008 et octobre 2013 | 3 4 5 10 12 14 16 17 32 34 35 51 52 53 56 57       | –           |
| Mercedes-Benz | Citaro C2          | 10     | 2037-2046        | Entre juillet 2014 à janvier 2020  | 3 4 5 10 12 14 16 17 18 32 34 35 36 51 52 53 56 57 | –           |
| Mercedes-Benz | Citaro C2 Hybrid   | 5      | 2049-2053        | Entre juin 2021 à juin 2024        | 3 4 5 10 12 14 16 17 32 34 35 36 51 52 53 56 57    | –           |

### Voyages Grosbois

#### Bus standards
Grosbois est un sous-traitant de Keolis Touraine.
| Constructeur  | Modèle       | Nombre | Numéros de parc | Période de mise en service | Affectation | Observation       |
| ------------- | ------------ | ------ | --------------- | -------------------------- | ----------- | ----------------- |
| Mercedes-Benz | Citaro C2 €5 | 1      | 2047            | Août 2013                  | 12 18 34 57 | Ex-Bus de l'Étang |

### Cars Millet

#### Bus standards
Millet est un sous-traitant de Keolis Touraine.
| Constructeur | Modèle      | Nombre | Numéros de parc | Période de mise en service | Affectation | Observation |
| ------------ | ----------- | ------ | --------------- | -------------------------- | ----------- | ----------- |
| Iveco Bus    | Urbanway 12 | 1      | 2048            | Janvier 2021               | 14 17 19 34 | –           |

### Dépôts
Le dépôt de bus et siège de Keolis Tours se situe avenue de Florence à Saint-Pierre-des-Corps, tandis que le centre de maintenance du tramway se situe Rue Daniel Mayer. Chaque sous-traitant dispose de son propre dépôt.

## Tarification et points de vente

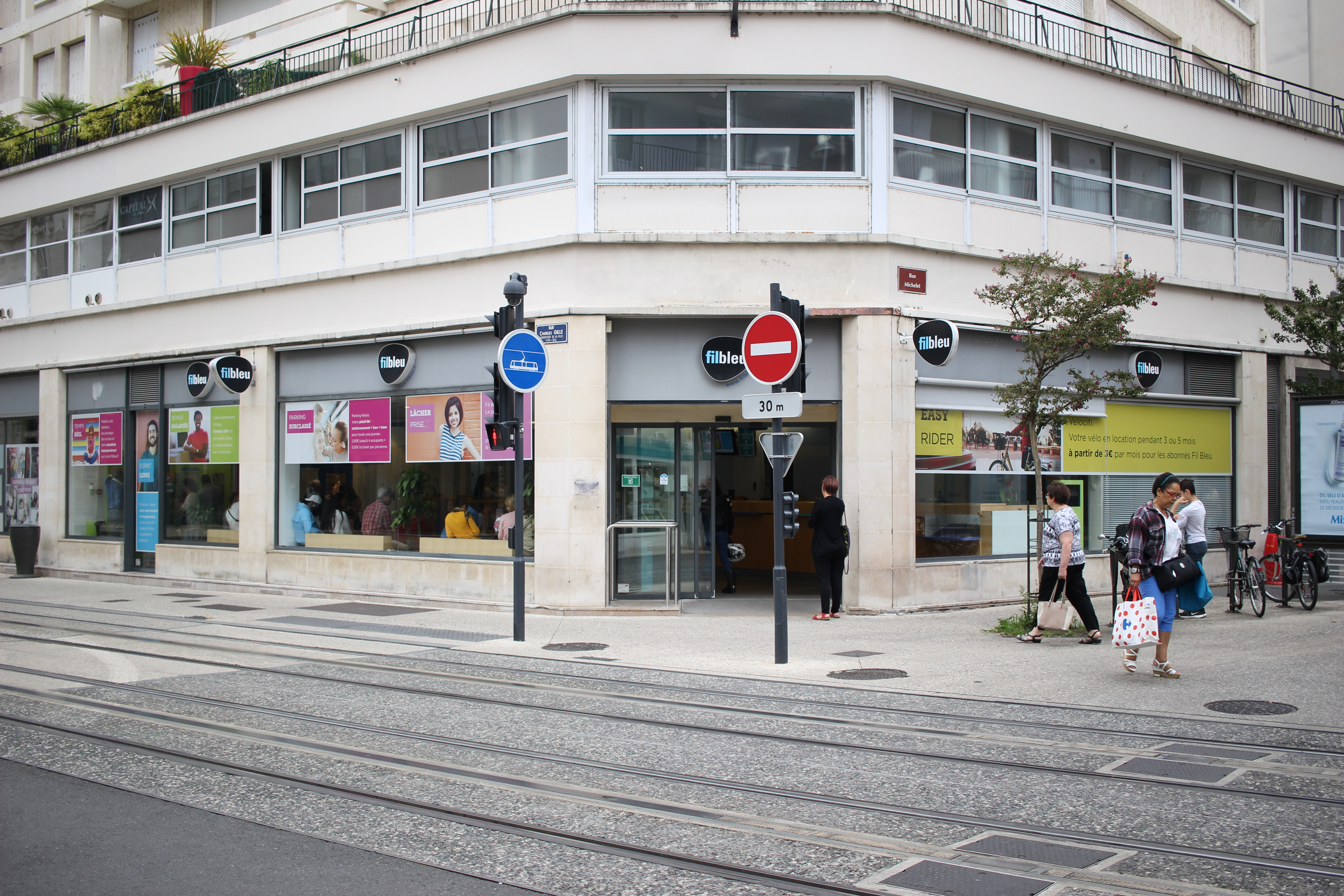
Agence commerciale de Fil bleu à Tours.

L'accès au réseau, qu'il s'agisse du tramway, de la ligne 2, des bus classiques ou du transport à la demande, est soumis à la possession et à la validation d'un titre de transport.
Il peut s'agir d'une carte à puce JVMalin, basé sur la politique de transport de la Région Centre Val-de-Loire et compatible avec le réseau régional Rémi et TAO d'Orléans, soit d'un ticket cartonné, d'un coût de 0,10 € lors de son achat, qui est réutilisable comme une carte à puce.
Il est impératif de valider sa carte à puce ou son ticket cartonné lors de la montée dans les véhicules. Le rechargement est possible aux bornes situées aux stations de tramway et de la ligne 2, en agence, chez les commerçants partenaires ou dans le véhicule (sans possibilité de paiement par carte), par le biais du SAEIV de marque Inéo, qui sert également aux conducteurs du réseau pour réguler leur parcours, s'informer sur les retards/avances, contacter le dépôt central, la Police Nationale ou les Pompiers en cas d'urgence.

## Impact socio-économique

### Fréquentation
La fréquentation du réseau Fil Bleu a augmenté de 37 % entre 2007 et 2018. Cette croissance ne s'est toutefois pas opérée de manière homogène, avec en particulier une baisse de 2008 à 2011 :
Le graphique qui aurait dû être présenté ici ne peut pas être affiché car il utilise l'ancienne extension Graph, désactivée pour des questions de sécurité. Des indications pour créer un nouveau graphique avec la nouvelle extension Chart sont disponibles ici.

| Année                                  | 2007   | 2008   | 2009   | 2010   | 2011   | 2012   | 2013   | 2014   | 2015   | 2016 | 2017 | 2018 | 2019 | 2020 | 2021 | 2022 | 2023 | 2024 |
| Nombre de voyages annuel (en millions) | 28,873 | 25,986 | 24,976 | 24,089 | 24,025 | 21,935 | 24,279 | 34,074 | 35,527 | 36,1 | 37,5 | 39,7 | 39,8 | 25,5 | 31,3 | 36,2 | 41,4 | 44,2 |

En 2016, sur les 36,1 millions de voyages comptabilisés, 15,8 l'ont été pour l'unique ligne de tramway.
En termes de fréquentation journalière, deux mois après la mise en service du tramway, elle était de 117 000 voyageurs par jour en novembre 2013. Ce chiffre était de 155 000 voyageurs journaliers pour l'année 2016.